# Lou Grant/Episodenliste
Diese Episodenliste enthält alle Episoden der US-amerikanischen Fernsehserie Lou Grant. Zwischen 1977 und 1982 entstanden in fünf Staffeln insgesamt 114 Episoden. 

## 1. Staffel (1977–1978)
(Quelle: )

### Folge 1: Der neue Job (Cophouse)
Der 50-jährige, erfahrene Journalist Lou Grant kommt mit nur 280 Dollar auf der Bank nach Los Angeles, wo er von seinem Freund Charlie Hume, dem Chefredakteur der ‘‘Los Angeles Tribun‘‘, als neuer Chef der Lokalredaktion angestellt wird. Lou‘s erstes Problem dort betrifft Driscoll, einen erfahrenen Polizeireporter, der einen sich anbahnenden Skandal verschwiegen hat. Lokalreporter Joe Rossi findet durch andere Quellen heraus, dass Polizisten in einer von der Polizei gesponserten Jugendfußballliga Sex mit Teenagerinnen hatten. Driscoll weigert sich, über den Skandal zu berichten. Er behauptet, die Polizei behandle den Fall intern, und seine Quellen würden versiegen, wenn die Geschichte gedruckt würde. Lou überzeugt ihn, dass es seine Aufgabe sei, über Neuigkeiten zu berichten, nicht sie zu vertuschen. Driscoll schreibt nicht nur über den Skandal, sondern berichtet auch, wie er dazu beigetragen hat, ihn geheim zu halten.

### 2. Folge: Geiselnahme (Hostages)
Rossis Geschichte über die Erschießung eines Räubers durch einen Ladenangestellten erzürnt Andrew Martin, den Bruder des Opfers. Er nimmt Mitarbeiter der ‘‘Tribune‘‘ in der Redaktion als Geiseln und befiehlt Rossi, einen weiteren Artikel über die Schießerei zu schreiben. Martin behauptet, der Ladenbesitzer habe seinem Bruder Geld geschuldet und ihn lieber getötet, als zu zahlen. Die ‘‘Tribune‘‘ veröffentlicht Rossis Geschichte, doch Live-Fernsehberichte über die Geiselnahme enthüllen, dass die Ausgabe gefälscht ist. Erst als die Herausgeberin der ‘‘Tribune‘‘, Mrs. Pynchon, verspricht, die Fakten der Schießerei zu veröffentlichen, gibt Martin auf. Später beschließt sie, dass alle Nachrichten über den Vorfall im Innenteil der ‘‘Tribune‘‘ veröffentlicht werden, um zu verhindern, dass künftig wieder jemand mit vorgehaltener Waffe eine gewünschte Berichterstattung fordert.

### 3. Folge: Nägel mit Köpfen (Hoax)
Lous alter Freund Jack Riley behauptet, den Aufenthaltsort von Luther Cardell zu kennen, einem vermissten Industriellen, der vermutlich entführt wurde. Riley überzeugt die ‘‘Tribune‘‘-Redakteure, ihn, Lou und Rossi für ein Exklusivinterview mit Cardell nach Jamaika zu schicken. Während Riley die widerstrebenden Lou und Rossi drängt, ihren Inselausflug zu genießen, taucht Cardells Leiche in einem Autowrack in einem Canyon in Los Angeles auf. Riley gibt zu, dass er sich auf Kosten der ‘‘Tribune‘‘ amüsiert hat. Auf Drängen von Lou veröffentlicht die ‘‘Tribune‘‘ einen Artikel über den Schwindel.

### 4. Folge: Zwischen den Zeilen (Henhouse)
Die attraktive Frau, die Lou eines Morgens trifft, ist Irene Mott, Redakteurin der „Today“-Redaktion der ‘‘Tribune‘‘. Lou hält diese für die Frauenrubrik und weniger anspruchsvoll als die harten Nachrichten. Obwohl die „Today“-Autorin Billie Newman auftragsgemäß in New Mexico ist, schickt Lou Rossi dorthin, um über den Mord an einem bekannten Dramatiker zu berichten. Billie und Rossi geraten aneinander, ein Spiegelbild von Lous und Irenes Meinungsverschiedenheit über die Rolle der Frau in der Redaktion. Doch als Billies Theorie, dass es sich bei dem Mord um Selbstmord handelte, von der Polizei bestätigt wird, geben sowohl Lou als auch Rossi zu, dass sie eine gute Reporterin ist. Lou lädt sie ein, in die Lokalredaktion zu wechseln, und Billie nimmt das Angebot an.

### 5. Folge: Nazi (nicht synchronisiert, da in Deutschland und Österreich nicht ausgestrahlt)
Die Veröffentlichung routinemäßiger Proteste amerikanischer Nazis bereitet Lou und Charlie Sorgen, nachdem eine Demonstration gewalttätig wird. Lou beauftragt Billie, eine ausführliche Story über die amerikanische Nazi-Bewegung in Los Angeles zu schreiben. Dabei erfährt sie, dass der örtliche Nazi-Führer Donald Stryker Jude ist. Nach Gesprächen mit seinen Verwandten und ehemaligen Freunden konfrontiert Billie Stryker mit den Erkenntnissen ihrer Nachforschungen. Er bedroht sie zunächst und fleht sie dann an, die Story nicht zu veröffentlichen. Am Tag der Veröffentlichung der Story erzählt Lou der erschütterten Billie, dass Stryker Selbstmord begangen hat.

### 6. Folge: Nachbeben (Aftershock)
Lou ist erschüttert vom ersten Erdbeben in Los Angeles seit seinem Eintritt in die ‘‘Tribune‘‘-Redaktion. Rossi und der Fotograf der Lokalredaktion, Herb Herbert, genannt „Bestie“, gehen daraufhin der Behauptung eines Forschers nach, seine Kakerlaken könnten bevorstehende Erdbeben ankündigen. Doch ein vom Forscher vorhergesagtes schweres Erdbeben bleibt aus. Noch beunruhigender ist für Lou die Aufmerksamkeit, die ihm die Witwe eines kürzlich verstorbenen ‘‘Tribune‘‘-Mitarbeiters schenkt. Sie verlässt sich immer mehr auf ihn, um Rat und Trost zu finden, bis ihr ein verzweifelter Lou unverblümt sagt, dass er an einer Beziehung nicht interessiert ist. Die beiden bleiben Freunde.

### 7. Folge: Die Straßenbanden (Barrio)
Nachdem eine Frau in East Los Angeles angeschossen und verletzt wurde, drängt Billie auf eine Story über Latino-Gangs. Lou begleitet sie und George Delgado, einen Mann, der mit Jugendlichen aus dem Viertel arbeitet, auf einer Tour durch das Viertel. Sie treffen Henry, den jugendlichen Sohn der verletzten Frau, der ihnen erklärt, wie Gangs ihr Viertel schützen. Billie besucht Henry zum Abendessen, das durch eine Schießerei aus einem vorbeifahrenden Auto jäh unterbrochen wird. Henry bringt Billie später dazu, zu verraten, welche Gang ihr gesagt hat, sie sei für die jüngsten Angriffe verantwortlich. George kann Henry jedoch überzeugen, sich nicht in den endlosen Kreislauf der Rache einzureihen.

### 8. Folge: Titelseite – dreispaltig! (Scoop)
Die Bemühungen der Redaktion der ‘‘Tribune‘‘, Erster mit neuen Nachrichten zu sein und gleichzeitig genau und korrekt zu arbeiten, führen zu gemischten Ergebnissen. Billies sorgfältige Berichterstattung über eine Entführung zieht Lous Zorn auf sich, als sie ihre Deadline versäumt. Rossis Exklusivmeldung über die bevorstehende Kandidatur eines Politikers erweist sich als falsch. In seiner Eile, der Konkurrenz zuvorzukommen, meldet Rossi einen tödlichen Motorradunfall, ohne auf die Bestätigung des Todes des Motorradfahrers zu warten (er hat überlebt). Billie und Rossi machen ihre Fehler wieder gut, indem sie einen Knüller herausbekommen, nämlich dass die besagte Entführung vom Opfer und seiner Freundin inszeniert wurde.

### 9. Folge: Richter Ruthman (Judge)
Eine Frau beschwert sich bei der ‘‘Tribune‘‘, dass ihr Freund wegen eines verrückten Richters vor dem Kammergericht keinen fairen Prozess erhalten habe. Lou nimmt an einer Sitzung von Richter Felix Ruthman teil und wird wegen Missachtung des Gerichts kurzzeitig inhaftiert, als er die Sitzung verlassen will. Billie und Rossi untersuchen das bizarre Verhalten des Richters und die Schwierigkeiten, einen Richter aus dem Amt zu entfernen. Ruthman warnt Mrs. Pynchon und Lou, dass diese sich Ärger einhandeln, wenn sie über ihn schreiben, und verspricht, jeden Versuch seiner Entlassung zu bekämpfen. Ihre Bitte, Ruthman solle zum Wohle des Systems das Gericht verlassen, scheint jedoch Erfolg zu haben. Der Richter ordnet schließlich eine Neuverhandlung für den Freund der Frau an und verkündet seinen Rücktritt.

### 10. Folge: Nervenprobe (Psychout)
Als Lou Rossi dafür kritisiert, nicht mehr Informationen über Patientenmisshandlungen in einer staatlichen Nervenheilanstalt zu haben, meldet sich Rossi als Patient an, ohne jemandem davon zu erzählen. Unterdessen droht der Anführer einer Anti-Obszönitäts-Kampagne der Zeitung mit rechtlichen Schritten wegen Billies Berichterstattung über das Thema. Als der Anwalt der ‘‘Tribune‘‘ den Artikel stark redigiert, befürchtet Lou, dass die Androhung einer Klage ihre Bemühungen, über Neuigkeiten zu berichten, bremst. Mrs. Pynchon stimmt zu, dass sie sich vor Klagen in Acht nehmen müssen, die die Zeitung ruinieren könnten. Kurz darauf geht Rossis Plan nach hinten los, als er in der Nervenheilanstalt festgehalten und stark medikamentös behandelt wird. Lou erkennt, warum Rossi verschwunden ist, und lässt ihn aus der Klinik holen. Rossi schreibt daraufhin ein Enthüllungsbuch, und Lou arbeitet bis spätabends mit dem Anwalt der ‘‘Tribune‘‘ zusammen, um sicherzustellen, dass es rechtlich einwandfrei ist.

### 11. Folge: Frauenfeinde (Housewarming)
Billie lernt die misshandelte Ehefrau Alice kennen, als sie über das Problem Gewalt in der Ehe berichtet. Obwohl ihr Mann sie regelmäßig schlägt, weigert sich Alice, ihn zu verlassen. Auf einer Party in Lous neuem Haus erfährt Billie, dass auch der ‘‘Tribune‘‘-Mitarbeiter Roger seine Frau geschlagen hat. In der Einfahrt stellt sie Roger zur Rede, woraufhin er sie beinahe schlägt. Billie weigert sich, die Polizei zu rufen, und diese Erfahrung gibt ihr einen besseren Einblick in Alices Dilemma. Alice wird erneut geschlagen und sucht Zuflucht bei Billie. Als ihr Mann auftaucht, um sich zu entschuldigen, weigert sie sich, zu ihm zurückzukehren und weiteres Leid zu ertragen. Bei der Arbeit schlägt Lou Roger vor, aus der Sicht eines Ehemanns über Gewalt in der Ehe zu schreiben und eine Therapie in seine Recherche einzubeziehen. Roger ist damit einverstanden.

### 12. Folge: Die junge Garde (Takeover)
Bei einer Vorstandssitzung der ‘‘Tribune‘‘ wird bekannt, dass die Herausgeberin Mrs. Pynchon 49 Prozent der Zeitungsaktien besitzt, ihre beiden Neffen 49 Prozent und ihr Anwalt 2 Prozent. Die Neffen halten die Zeitung für eine schlechte Investition; der Anwalt ist unglücklich darüber, dass seine Ideen für Veränderungen bei der ‘‘Tribune‘‘ ignoriert werden. Kurz darauf einigen sich die Neffen und der Anwalt darauf, ein Übernahmeangebot des Medienmoguls Russel Grainger zu unterstützen, eines charmanten Mannes, der in Mrs. Pynchon verknallt zu sein scheint. Da diese seine Aufmerksamkeit genießt, weigert sie sich zu glauben, dass Rossi Beweise für das Übernahmeangebot gefunden hat. Als Grainger Mrs. Pynchon einlädt, seine Geschäftspartnerin zu werden, lehnt diese jedoch ab. Bevor der Vorstand der ‘‘Tribune‘‘ über eine Fusion mit Grainger abstimmt, setzen sich Mrs. Pynchon und Lou energisch dafür ein, den Ruf der ‘‘Tribune‘‘ als unabhängige Zeitung zu wahren. Der Anwalt der Zeitung lässt sich davon überzeugen und stimmt zugunsten von Mrs. Pynchon, und die Übernahme wird abgewendet.

### 13. Folge: Weihnachtsgeschichten (Christmas)
Zwei Weihnachts-Stories nehmen unwahrscheinliche Wendungen. Lou beauftragt Billie mit einem Artikel über eine arme Familie, die im Wald neben einer Stadtautobahn campiert. Um Rossi für seinen Verstoß gegen das Verbot heimlicher Tonbandaufnahmen in der ‘‘Tribune‘‘ zu bestrafen, beauftragt Lou ihn mit der Erstellung eines Porträts eines niederen Staatsbeamten. Billies Story löst eine Welle der Sympathie und Spenden für die Familie aus. Rossi findet heraus, dass der Staatsbeamte ein Bigamist mit zwei Familien ist. Der Beamte fleht ihn an, die Story nicht zu veröffentlichen. Später findet Billie heraus, dass die bedürftige Familie von Stadt zu Stadt zieht, um Publicity, Sympathie und Geld zu bekommen. Rossi, offenbar in Weihnachtsstimmung, beschließt, die Story über die Bigamie des Staatsbeamten nicht zu veröffentlichen und erzählt niemandem davon.

### 14. Folge: Nachtschicht (Airliner)
Eine abendliche Eilmeldung bringt die Mitarbeiter der ‘‘Tribune‘‘ durcheinander. Ein Passagierflugzeug mit 348 Passagieren an Bord, darunter Charlies Tochter, kann beim Landeanflug auf Los Angeles das Fahrwerk nicht ausfahren. Die Mitarbeiter werden aktiv und teilen sich die Berichterstattung auf, während sie auf die Bauchlandung des Flugzeugs warten. Das Flugzeug landet sicher, und Charlie ist wieder mit seiner Tochter vereint. Stunden später kehren die erschöpften Mitarbeiter der ‘‘Tribune‘‘ in ihr Privatleben zurück.

### 15. Folge: Unfaires Spiel (Sports)
Lou gerät mit dem erfahrenen Sportjournalisten Sid Locke aneinander, als dieser sich weigert, Berichten über Probleme innerhalb eines örtlichen College-Sportprogramms nachzugehen. Lou übernimmt die Story für die Lokalredaktion, doch Locke warnt ihn, dass die ‘‘Tribune‘‘ die Leser verärgern wird, wenn sie einen negativen Artikel über das Programm bringt. Tatsächlich wird die ‘‘Tribune‘‘ nach Erscheinen des Artikels mit Protesten und Abonnementkündigungen überschwemmt, und Lou erhält sogar eine Morddrohung. Unbeirrt interviewen Billie und Rossi Trainer und Spieler, bis sie genug Material haben, um eine Enthüllungsgeschichte zu veröffentlichen. Sid und Lou sind sich am Ende darüber einig, dass sie über die Ziele der Sportberichterstattung der ‘‘Tribune‘‘ unterschiedlicher Meinung sind.

### 16. Folge: Der Held des Tages (Hero)
Ein Passant rettet einen Gouverneurskandidaten vor einem Attentäter, indem er diesem die Pistole herunterschlägt. Bestie, der Fotograf der Lokalredaktion, filmt die Heldentat, doch der Passant verschwindet, bevor Rossi ihn interviewen kann. Rossi findet heraus, dass der Held William Danvers ist, ein erfolgreicher Finanzberater aus San Francisco, der einst wegen bewaffneten Raubüberfalls verurteilt wurde. Rossis Geschichte läuft parallel zu Billies Artikel über ein Übergangswohnheim für weibliche Straftäter. Bewegt von ihrer Geschichte spendet Mrs. Pynchon Geld, um das finanziell angeschlagene Heim am Laufen zu halten. Als Rossis Artikel in der ‘‘Tribune‘‘ Details über Danvers kriminelle Vergangenheit enthält, verliert dieser Klienten und seine Freundin. Nachdem die ‘‘Tribune‘‘ Folgeberichte über Danvers Schicksal veröffentlicht, gewinnt er jedoch neue Klienten und alte kehren zurück.

### 17. Folge: Der Zeitungshändler (Renewal)
Ein Artikel über den Abriss denkmalgeschützter Gebäude in Los Angeles führt Lou zu Earl, einem älteren schwarzen Zeitungshändler, dem eine Räumungsklage zugestellt wurde. Earl weigert sich, sein Zimmer in einem abbruchreifen Gebäude zu räumen, weil dessen Wände mit kunstvollen Wandgemälden über sein Leben bedeckt sind, die er selbst gemalt hat. Lou bittet Mrs. Pynchon, das Gebäude und die Wandgemälde vor Tyler Armitage, einem Kunstmäzen und Bauunternehmer, zu retten. Trotz einer gerichtlichen Verfügung wird Earl aus dem Gebäude vertrieben und das Gebäude abgerissen. Earl erscheint kurz darauf bei einer Kunstausstellung und droht, ein unbezahlbares Gemälde aus Armitages Besitz zu zerschneiden. Der ebenfalls anwesende Lou appelliert an Earls Liebe zur Kunst, und dieser lässt von seinem Vorhaben ab. Später beginnt Earl in einer neuen Wohnung, die er mit Armitages Vergleichszahlung gemietet hat, wieder zu malen.

### 18. Folge: Die Sekte (Sect)
Chefredakteur Charlie und seine Frau Marion sind schockiert und besorgt, als ihr Sohn Tommy sich der Hare Krishna-Sekte anschließt. Lou begleitet die beiden zu einem Besuch im Krishna-Tempel, doch Tommy lässt sich nicht von seiner Entscheidung abbringen. Während Rossi und Billie für eine Story über religiöse Kulte recherchieren, beauftragt Charlie einen „Deprogrammierer“, Tommy zu entführen und zu Lous Haus zu bringen. Bevor der Plan jedoch ausgeführt wird, hat Charlie Bedenken, seinen Sohn zur Veränderung zu zwingen. Als Charlie Tommy wiedertrifft, akzeptiert er seine eigene Entscheidung nur schwer.

### 19. Folge: Ein Skandal (Scandal)
Rossi wird von der Berichterstattung über den Wiederwahlkampf des Stadtrats Corwin abgezogen, weil die beiden ein schlechtes Verhältnis zueinander haben. Die neue Reporterin Liz Harrison ersetzt ihn und liefert schnell neue Informationen über den Wahlkampf. Rossi vermutet jedoch, dass Liz und Corwin eine Beziehung haben. Als Corwin eine Untersuchung wegen Missbrauchs in einem Pflegeheim ankündigt, nachdem Rossi seine finanziellen Interessen an einem solchen Heim entdeckt hat, folgt Rossi Corwin zu Liz nach Hause. Liz gesteht Lou, dass sie und Corwin ein Liebespaar sind, behauptet aber, dass dies ihre Arbeit als Reporterin nicht beeinträchtigt habe. Widerwillig entlassen Charlie und Lou sie, um den Ruf der ‘‘Tribune‘‘ zu schützen.

### 20. Folge: Wer ist der Spion? (Spies)
Die CIA fordert die ‘‘Tribune‘‘ auf, die Ermittlungen zur Festnahme zweier junger Männer wegen Drogendelikten einzustellen, und behauptet später, diese seien Teil einer CIA-Ermittlung wegen Spionage. Mrs. Pynchon erinnert sich, dass die ‘‘Tribune‘‘ und viele andere Zeitungen in der Vergangenheit regelmäßig mit der CIA zusammengearbeitet haben. Lou überzeugt sie, Rossi und Billie die Festnahmen untersuchen zu lassen. Die Paranoia bei der ‘‘Tribune‘‘ wächst, als Gerüchte aufkommen, dass ein CIA-Spion auf der Gehaltsliste steht. Irgendwann verdächtigen Lou und Charlie sich gegenseitig. Die Reporter kommen zu dem Schluss, dass die Drogenvorwürfe fallengelassen werden, weil die Regierung den Verdächtigen keine Spionagevorwürfe nachweisen kann. Da die Fakten der Geschichte nicht bestätigt werden, druckt die ‘‘Tribune‘‘ nichts. Lou fragt sich immer noch, wer in der Redaktion für die CIA arbeiten könnte.

### 21. Folge: Zwischenfall in Las Tunas (Pioson)
Rossis Freund Sam Beecher behauptet, es gäbe ernste Sicherheitsprobleme in dem Atomkraftwerk, in dem er arbeitet. Nachdem er einen Termin vereinbart hat, um Rossi Fotos und andere Beweise zu bringen, wird Sam von einem Auto angefahren und getötet. Billie findet heraus, dass ein Kongressabgeordneter, der eine geheime Untersuchung des Kraftwerks leitet, wegen sexueller Erpressung zurücktreten muss. Sie bringt auch das Auto, das Sam angefahren hat, mit dem Atomkraftwerk in Verbindung. Rossis Ermittlungen werden von Stadtbewohnern behindert, die das Kraftwerk, das der Gemeinde Arbeitsplätze und Steuereinnahmen beschert hat, nicht kritisieren wollen. Trotz Indizien für ein Fehlverhalten weigert sich Lou, irgendwelche Artikel ohne Überprüfung zu veröffentlichen. In der Post findet Rossi einen Umschlag von Sam, in dem dieser ihm eine Reihe von Fotos und Dokumenten als Backup geschickt hatte, um der Zeitung die Beweise zu liefern, die sie für die Veröffentlichung eines Artikels braucht.

### 22. Folge: Erfahrungen – Erfahrungen (Physical)
Der erschöpfte Lou versucht, einem Laufburschen zu helfen, der Reporter werden möchte. Kurz darauf muss er einen vielversprechenden College-Korrespondenten entlassen, der aus Spaß eine gefälschte Auszeichnung ans Ende einer Preisliste gesetzt hat. Als ob Lou nicht schon genug Stress hätte, zeigt eine Routineuntersuchung, dass er Schilddrüsenkrebs hat. Nach seiner erfolgreichen Operation finden sich alle seine Freunde von der ‘‘Tribune‘‘-Lokalredaktion bei ihm im Spital ein.

## 2. Staffel (1978–1979)
(Quelle: )

### Folge 23: Unerwartete Folgen (Pills)
Der Tod eines jungen Mädchens veranlasst die ‘‘Tribune‘‘, unethische und illegale Verschreibungspraktiken von Ärzten zu untersuchen. Der Freund des toten Mädchens, Peter, bricht in die Praxis ihres Arztes ein und stiehlt dessen Akten. Er übergibt sie Rossi, was eine Debatte in der Redaktion über das weitere Vorgehen der ‘‘Tribune‘‘ auslöst. Mrs. Pynchon ist sich mit ihren Mitarbeitern einig, dass die Story wichtig genug ist, um rechtliche Schritte gegen die Zeitung zu riskieren. Die Veröffentlichung führt zu einer Durchsuchung der Redaktion durch die Polizei und zu Auseinandersetzungen mit Rossi, da er sich weigert, mit den Ermittlern zu kooperieren und seine Quelle preiszugeben. Nach einigen Tagen stellt sich Peter der Polizei, und Rossi wird aus dem Gefängnis entlassen. Die Ermittlungen der ‘‘Tribune‘‘ stellen Verbindungen zwischen Ärzte und Apotheken her, die einen auf junge Menschen ausgerichteten Rezeptbetrug betreiben.

### Folge 24: Verstrickungen (Prisoner)
Chefredakteur Charlie hat noch immer Albträume von seiner Folter vor fünfzehn Jahren durch General Baroja, den Diktator des (fiktiven) Staates Malagua. Die Mitarbeiter der ‘‘Tribune‘‘ interviewen Menschen, die die malaguanische Regierung entweder unterstützen oder anprangern, als die Frau des Generals Los Angeles besucht. Mrs. Pynchon gibt einen Empfang für Mrs. Baroja, doch Charlies Tirade gegen die Frau bringt die Verlegerin in Verlegenheit. Von Lou ermutigt, schreibt Charlie einen Artikel über seine Erlebnisse. Mrs. Pynchon arrangiert ein Treffen mit Mrs. Baroja und vier Demonstranten, um sich deren Anschuldigungen anzuhören. Die Frau des Generals ist schockiert, als sie erfährt, dass einer der Demonstranten ihr Neffe ist. Sie verlässt die Vereinigten Staaten mit einem verschleierten Eingeständnis der Probleme in ihrem Land.

### Folge 25: Rotlichtmilieu (Hooker)
Die Berichterstattung über den Mord an einer Prostituierten führt Billie zu Patti, einer intelligenten jungen Prostituierten. Deren Ziel ist es, genug Geld zu verdienen, um Immobilien-Management zu studieren und eine Lizenz zu erhalten. Als eine weitere Leiche gefunden wird und Patti nicht zu einem Vorstellungsgespräch erscheint, befürchtet Billie, ihre Freundin sei das Opfer. Als sie erfährt, dass es Patti gut geht, erkennt die erleichterte Billie, dass ihre Geschichte sie emotional betroffen gemacht hat. Sie freundet sich mit der Frau an und hilft ihr beim Lernen für ihre Lizenzprüfung. Doch in der Nacht vor der Prüfung wird Patti wegen Prostitution verhaftet. Billie rettet sie aus dem Gefängnis und ist schockiert, als Patti ihre Chance, die Prüfung abzulegen, leichtfertig verspielt. Sie kehrt in ein Massagestudio zurück und lässt Billie niedergeschlagen und enttäuscht zurück.

### Folge 26: Begegnung mit der Vergangenheit (Mob)
Lou und Rossi besuchen ein Resort, um das jährliche Tennisturnier der ‘‘Tribune‘‘ zu organisieren. Dabei stolpern sie in etwas hinein, das wie ein Treffen von Verbrecherbossen aussieht. Lou lässt Bestie, den Fotografen der Lokalredaktion, kommen, welcher, glattrasiert und elegant gekleidet, in die Rolle eines Modefotografen schlüpft. Die Mitarbeiter der ‘‘Tribune‘‘ entdecken im Resort, das einem mutmaßlichen Gangster gehört, einen Senatskandidaten. Bestie fotografiert den Kandidaten in Begleitung mutmaßlicher Verbrecherbosse, doch kurz darauf wird sein Film gestohlen. Ohne Beweise hat die ‘‘Tribune‘‘ keine Story, und Lou kehrt frustriert nach Los Angeles zurück.

### Folge 27: Der Aufmacher (Murder)
Der Mord an einer jungen schwarzen Frau in einem Ghetto in Los Angeles wird in der Redaktion der ‘‘Tribune‘‘ zunächst als nichts Außergewöhnliches angesehen. Die Geschichte einer älteren, wohlhabenden weißen Frau, die einen Eindringling mit einem Golfschläger abwehrt, wird hingegen zum Medienereignis. Billie ergründet das Leben der Ermordeten und die Probleme im Ghettoviertel genauer. Die junge Tochter der Frau entdeckt den Drogensüchtigen, der ihre Mutter getötet hat. Auch er sieht sie und folgt ihr nach Hause, wo Billie zufällig wartet. Billie schreit, als der Mörder ihr gegenübersteht, und die Polizei in der Nähe verhaftet ihn. In der Budgetsitzung setzt sich Lou erfolgreich dafür ein, dass Billies Geschichte auf die Titelseite kommt.

### Folge 28: Schicksalsschlag (Dying)
Art Donovan, Lous stellvertretender Lokalredakteur, weigert sich, die Diagnose eines Arztes zu akzeptieren, dass seine Mutter Peggy an Leukämie stirbt. Bei der Arbeit reagiert er gereizt und weigert sich, über die Krankheit seiner Mutter zu sprechen. Als er von einer Wunderheilung in Mexiko liest, plant er, seine Mutter zur Behandlung dorthin zu bringen. Mrs. Donovan hat sich jedoch bereits mit der Tatsache abgefunden, dass sie im Sterben liegt. Sie weigert sich, nach Mexiko zu fliegen und bittet Art, sie nach Hause zu bringen, damit sie ihre letzten Tage dort verbringen kann. Beide finden sich mit dem Tod und ihrer Beziehung als Mutter und Sohn ab.

### Folge 29: Schülergewalt (Schools)
Lou erfährt von Problemschulen, als er die Beratungslehrerin Jenny Davis besucht, um bei der Auswahl der Stipendiaten der ‘‘Tribune‘‘ zu helfen. Als die Zeitung einen Artikel über Bildung veröffentlicht, erzählen Lehrer Rossi von ihren Ängsten und der gewalttätigen Atmosphäre an Schulen. Ein Schulleiter spielt die Probleme jedoch herunter, als er von Billie interviewt wird. Kurz darauf vergewaltigen und schlagen zwei Schüler Jenny, woraufhin sie ihren Job kündigt. Höhepunkt der Stipendienverleihungszeremonien an der Schule ist eine bewegende Rede von Reverend Jesse Jackson, der die Schüler ermutigt, die Hoffnung nicht aufzugeben. Lou sieht Jenny später und bittet sie, an der Schule zu bleiben, um den Schülern zu helfen. Sie verlassen gemeinsam die Schule, jeder unsicher, was sie tun wird.

### Folge 30: Brisante Story (Slaughter)
Im Urlaub besucht Lou seinen alten Freund Chip Murphy, den mürrischen Herausgeber einer Zeitung in einer kalifornischen Kleinstadt. Murphy vermutet, dass eine mysteriöse Epidemie für die kranken Rinder in der Gegend verantwortlich sein könnte. Doch er befürchtet, dass das kranke Vieh auf den Markt gebracht wird, bevor die Behörden eine Quarantäne verhängen können, wenn er seine Informationen weitergibt. Lou veranlasst eine Analyse des Viehfutters einer Farm, die zeigt, dass Frostschutzmittel das Futter verunreinigt und das Vieh krank gemacht hat. Ein Gesundheitsbeamter zögert, eine landesweite Quarantäne zu verhängen, bis die Journalisten ihn drängen, den Bericht über das verunreinigte Futter zu lesen. Lou möchte ihren Sieg feiern, doch Murphy sagt, er kenne zu viele von der Entscheidung betroffene Stadtbewohner, um sich über ihren Knüller zu freuen.

### Folge 31: Junggesellen (Singles)
Mrs. Pynchon engagiert den Medienberater Michael Barton, um die Auflage der Zeitung zu steigern. Dieser schlägt eine Reihe von Geschichten über das Single-Leben vor, die sich an Leser im Alter von 18 bis 35 Jahren richten. Obwohl sie sich über ihre oberflächlichen Aufgaben beschweren, schreibt Rossi über Video-Dating, während Billie sich über einen Computer-Dating-Dienst informiert. Ihre zahlreichen Blind Dates haben humorvolle Folgen, und Barton drängt sie, noch mehr Sensationsberichte zu schreiben, um die Auflage der ‘‘Tribune‘‘ zu steigern. Lou widersetzt sich Bartons Versuchen, auf diese Weise die Leserschaft zu vergrößern. Als Geschichten über Selbstmorde einsamer Menschen und die Probleme obdachloser älterer Singles in das Themenpaket aufgenommen werden, beschuldigt Barton Lou und Charlie, seine Bemühungen zu sabotieren. Mrs. Pynchon unterstützt die Einschätzung ihrer Mitarbeiter und entlässt Barton, da sie lieber am Ruf der ‘‘Tribune‘‘ als seriöse Zeitung festhalten möchte.

### Folge 32: Kinderhandel (Babies)
Für eine Geschichte über Schwarzmarkt-Adoptionen geben sich Billie und Rossi als kinderloses Paar auf der Suche nach einem Säugling aus. In der Nacht, in der sie ein Baby bekommen sollen, erhöht der Anwalt, der die Adoption abwickelt, den Preis von 10.000 auf 15.000 Dollar. Sie verbringen eine Nacht in einem Motel in einer Kleinstadt und warten auf das Baby. Schließlich bekommen sie das Kind und entlarven den skrupellosen Adoptionsring.

### Folge 33: Konflikte (Conflict)
Als der Lebensmittelredakteur der ‘‘Tribune‘‘ zugibt, dass seine Italienreise von der Lebensmittelindustrie finanziert wurde, ordnet Mrs. Pynchon ein Ende der „Gratisgeschenke“ durch die Mitarbeiter an. Rossi wird der interne Medienkritiker der ‘‘Tribune‘‘ und verärgert die Mitarbeiter*innen schnell mit seinen knappen Memos. Es scheint, als ob fast alle einen Interessenskonflikt haben. Billie nutzt ihre Kontakte zu einem Stadtrat, um einer Protestgruppe dabei zu helfen, die Verbreiterung der Straße vor ihrem Haus zu verhindern. Lou ist eng mit dem Besitzer eines professionellen Basketballteams befreundet. Mrs. Pynchon unterstützt eine Wohltätigkeitsorganisation, die fragwürdige Spendensammelmethoden anwendet. Donovan arbeitet für einen Senatskandidaten. Charlies Frau Marion arbeitet für einen politischen Kandidaten, kündigt jedoch lieber ihren Job, als dass Charlie seinen verlieren würde. Lou verärgert Mrs. Pynchon, indem er einen Artikel veröffentlicht, in dem er die Wohltätigkeitsaktion kritisiert und argumentiert, die ‘‘Tribune‘‘ müsse unabhängig bleiben.

### Folge 34: Familienprobleme (Denial)
Ein Besuch von Lous Tochter Ellen und Enkel Nick offenbart, dass der Junge sein Gehör verliert. Doch Ellen weigert sich zuzugeben, dass ihr Sohn möglicherweise behindert ist. Während Lou versucht, sie zu überreden, Hilfe für den Jungen zu holen, ist Rossi wütend, dass seine Redakteure sich weigern, seinen Artikel über fehlerhafte Baukonstruktionen zu drucken, da er keine ausreichenden Beweise habe. Dann gerät Rossi in Schwierigkeiten, als er die Informationen einem rivalisierenden Reporter gibt. Lou überredet Charlie, Rossi nicht zu feuern, mit dem Argument, Rossi habe aus Sorge um die Bauarbeiter gehandelt. Von Lou ermutigt, bringt Ellen Nick schließlich zu einer Gehörlosenschule.

### Folge 35: Heiße Spuren (Fire)
Die Mitarbeiter der ‘‘Tribune‘‘ untersuchen eine Reihe von Brandstiftungen. Ein interner Bericht des Brandinspektors Frank Durning, eines Freundes von Lou, welcher der ‘‘Tribune‘‘ zugespielt wurde, enthüllt einen Ring von Brandstiftern, der mit zwei Feuerwehrleuten in Verbindung steht. Als die ‘‘Tribune‘‘ den Artikel veröffentlicht, wird Frank von der Behörde wegen der Veröffentlichung des Berichts brüskiert. Ein weiterer Brand wird in einem älteren Gebäude gelegt, in dem Bestie lebt. Er und seine Freundin kommen unverletzt davon, doch ein Mieter stirbt. Feuerwehrleute sagen Frank, sie seien froh, dass der Bericht veröffentlicht wurde. Später gesteht Frank Lou, dass er seinen Job wieder riskieren würde, um die öffentliche Sicherheit zu gewährleisten.

### Folge 36: Veteranen (Vet)
Bestie, der Fotograf der Lokalredaktion der ‘‘Tribune‘‘, riskiert bei einer Geiselnahme sein Leben, um Fotos zu schießen. Dies ist eine von mehreren Aktionen, die bei der Belegschaft für Besorgnis sorgen. Lou findet heraus, dass der Fotograf ein Vietnamveteran ist, den seine Kriegserlebnisse noch immer verfolgen. Kurz darauf freundet sich Lou mit Sutton an, einem jungen schwarzen Bettler und ebenfalls Vietnamveteranen. Anschließend beauftragt er Reporter der ‘‘Tribune‘‘ mit Geschichten über die Schwierigkeiten von Veteranen. Lou seinerseits versucht, Sutton einen Job bei der ‘‘Tribune‘‘ zu verschaffen, doch dessen unehrenhafte Entlassung und sein schlechtes Benehmen schmälern seine Chancen. Lou drängt Mrs. Pynchon und den Personalchef der ‘‘Tribune‘‘, Sutton und anderen Veteranen eine Chance zu geben. Doch als Lou nach Sutton sucht, erfährt er, dass der Mann verschwunden und wahrscheinlich in eine andere Stadt weitergezogen ist. Bestie jedoch kommt mit seinem Problem zurecht und ist entschlossen, sich seinen Dämonen zu stellen.

### Folge 37: Der Dollarsegen (Scam)
Lou sucht nach Möglichkeiten, die 15.000 Dollar, die er von seinem Schwiegersohn als Rückzahlung für ein Darlehen erhält, anzulegen. Er erfährt, dass gegen Charlies Anlageberater David Milburn wegen Betrugs ermittelt wird. Charlie will nicht glauben, dass er Opfer eines Betrugs geworden sein könnte, doch die Reporter der ‘‘Tribune‘‘ finden ein Dutzend Investoren, die behaupten, Milburn habe sie betrogen. Charlie ist von dem Fall besessen und schließt sich schließlich anderen in einer Klage gegen Milburn an. Obwohl Milburn zu zehn Jahren Gefängnis verurteilt wird, muss Charlie sich der Tatsache stellen, dass er seine gesamten Ersparnisse verloren hat. Lou beschließt unterdessen, seinen unerwarteten Geldsegen für die Unterstützung eines Little-League-Baseballteams auszugeben.

### Folge 38: Fremde in Los Angeles (Sweep)
Nachdem Einwanderungsbeamte ein mexikanisches Restaurant durchsuchten, in dem Lou, Rossi und Billie zum Abendessen waren, untersuchen die Reporter die Notlage illegaler Einwanderer. Die Geschichte führt sie zu Gefängniszellen für diejenigen, die nach Mexiko zurückgeschickt werden, zu Regierungsbeamten, die gegen eine nicht enden wollende Flut illegaler Einwanderer kämpfen, und zu Menschen, die diejenigen ausbeuten, die um jeden Preis in den Vereinigten Staaten leben wollen. Gleichzeitig entdeckt Lou, dass Mrs. Pynchons junge Nichte, die neue Kopiererin der Lokalredaktion, Analphabetin ist. Sowohl er als auch ihre Tante ermutigen das Mädchen, sich Hilfe zu suchen.

### Folge 39: Stadt in Angst (Samaritan)
Fünf Jahre zuvor hatte ein Serienmörder mit dem Pseudonym „Samaritan“ Los Angeles terrorisiert, indem er fünf Morde beging und jeden in einem Brief an die Presse bekannt gab. Nun erhält die ‘‘Tribune‘‘ einen Brief, der Samariters Rückkehr anzeigt. Jim McCrea, jener Reporter der ‘‘Tribune‘‘, der über die ursprünglichen Morde berichtete, wird auf die Story angesetzt. Der Brief wird den Behörden übergeben, doch die ‘‘Tribune‘‘ beschließt, ihn nicht zu veröffentlichen, aus Angst, unberechtigte Besorgnis zu erregen. Kolumnist Jack Towne schreibt jedoch über den Brief und zwingt die ‘‘Tribune‘‘, über die Story zu berichten. Ein weiterer Brief von Samaritan trifft ein und versetzt die Stadt in leichte Panik. Rossi spürt jenen pensionierten Detective auf, der die Morde einst untersucht hat und nun behauptet, die letzten Briefe seien gefälscht. Lou vermutet Jim hinter der Falschmeldung, und der Reporter gibt tatsächlich zu, den Samariter wieder hervorgeholt zu haben, um wieder ins Rampenlicht zu gelangen.

### Folge 40: Fahrerflucht (Hit)
Rossi trifft Martha, eine Frau, die ebenso ruppig und zielstrebig ist wie er. Sie untersucht den Unfalltod ihres Sohnes vor zwei Jahren. Ihr unermüdliches Streben nach Gerechtigkeit beeindruckt Rossi, der seine Arbeit für die ‘‘Tribune‘‘ vernachlässigt, um Martha bei der Suche nach dem Fahrer zu helfen. Marthas Spur führt schließlich zu einem Verkehrsrichter, und sie erhebt Anklage gegen ihn.

### Folge 41: Pflegenotstand (Home)
Rossi und Billie untersuchen ein Pflegeheim, nachdem eine ältere Dame einfach im Bezirksamt abgeladen wurde, weil ihre Rechnung vom Bezirk nicht bezahlt worden ist. Als die Heimleitung Rossi einen Rundgang verweigert, bewirbt sich Billie verdeckt als Pflegekraft. Sie bemerkt schnell, dass das Heim unterbesetzt ist und seine Bewohner offenbar überdosiert werden. Als sie sich bei der Heimleitung über die schlechte Pflege beschwert, wird sie sofort entlassen. Rossi trägt zu ihrer Geschichte bei, indem er Alternativen zu Pflegeheimen und andere Probleme älterer Menschen untersucht. Lou lernt die menschliche Seite des Problems durch einen älteren Freund, Fred Horton, kennen.

### Folge 42: Kidnapping (Convention)
Die Behörden befürchten, dass eine radikale Gruppe eine Entführung auf einem Zeitungskongress in Palm Springs plant. Mrs. Pynchon, Charlie und Lou nehmen an dem Treffen teil, das angesichts der möglichen Gefahr eines Terroranschlags eine komische Atmosphäre erhält. Trotz ihrer Befürchtungen passiert nichts. Später enthüllt Billies Interview mit einer Terroristenführerin, dass der Plan nur ein Vorwand war, um Aufmerksamkeit zu erregen.

### Folge 43: Redaktionsalltag (Marathon)
Ein arbeitsreicher Tag setzt alle Mitarbeiter der ‘‘Tribune‘‘ unter Druck. Die Hauptstory ist der Einsturz eines Tunnels in den Ausläufern der Los Angeles Mountains. Neben den Rettungsbemühungen muss sich die Redaktion auch mit einer „menschlichen Fliege“ auseinandersetzen, die ein Gebäude in der Innenstadt erklimmt, und mit einem Spinner, der behauptet, Außerirdische würden auf einem nahegelegenen Luftwaffenstützpunkt landen. Art Donovan erwägt ein Stellenangebot beim Gouverneursstab anzunehmen, und Charlie befürchtet, mit ihm einen guten stellvertretenden Lokalredakteur zu verlieren. Unterdessen erfordern Updates zur Rettungsgeschichte ständige Änderungen in der Zeitung den ganzen Nachmittag und die ganze Nacht hindurch. Eine müde Redaktion bringt die letzte Ausgabe um zwei Uhr morgens heraus.

### Folge 44: Atom-Terror (Bomb)
Ein junger Mann übergibt Rossi Pläne für eine Atombombe und die schriftliche Drohung, Los Angeles mit einer solchen Bombe zu zerstören, falls bestimmte Forderungen nicht erfüllt würden. Bundesbeamte versichern der ‘‘Tribune‘‘, die Pläne seien eine Falschmeldung. Doch Lou, Rossi und Billie werden von Personen verfolgt, die offenbar Regierungsagenten sind. Das veranlasst sie, die Möglichkeit zu untersuchen, dass jemand mit den Plänen und dem richtigen Material eine „Garagenbombe“ bauen könnte. Rossi trifft sich mit den Terroristen, die ihm die Bombe zeigen, die sie gebaut haben. Bundesagenten, die Rossi gefolgt sind, stürmen herein und verhaften die Terroristen. Später atmet das Personal kollektiv auf, doch Lou befürchtet, dass dies erst der Anfang ähnlicher künftiger Drohungen sein könnte.

### Folge 45: Der Aussteiger (Skids)
Rossi sträubt sich gegen den Auftrag, über eine Reihe von Strangulationen in Skid Row zu berichten, einem Viertel voller Betrunkener und Obdachloser. Der Grund für sein Unbehagen ist sein Vater, ein Alkoholiker, der Rossi gelegentlich um Hilfe bittet. Lou ist schockiert, als er erfährt, dass einer der Obdachlosen in Skid Row „Doc“ ist – ein Chirurg, den er einmal kannte. Doc lehnt Lous Hilfe ab und sagt, er mache sich nur Sorgen, wie er an seinen nächsten Drink kommt. Billie lernt „Dirty Donna“ kennen, eine psychisch kranke Frau, die auf der Straße lebt. Nachdem Rossi mehr über Alkoholismus erfahren hat, findet er sich mit der Trinkerei seines Vaters ab und schließt einen unsicheren Waffenstillstand mit ihm. Als Los Angeles eiskalt wird, erhält ein trauriger Lou die Nachricht, dass Doc an Unterkühlung gestorben ist.

### Folge 46: Berechnende Liebe (Romance)
Die Höhen und Tiefen von Liebesbeziehungen berühren die Mitarbeiter der ‘‘Tribune‘‘ bei der Arbeit und zu Hause. Rossi berichtet über einen Rockstar, der von seiner Ex-Freundin verklagt wird. Billie schreibt über eine junge Mutter, die von Sozialhilfe lebt und als „unfähige Mutter“ verurteilt wird. Sie lernt auch ein anderes junges Mädchen kennen, das ein Kind haben möchte, um Sozialhilfe zu beziehen und von ihrer Mutter getrennt leben zu können. Lou und seine Freundin, die Polizistin Susan Sherman, denken darüber nach, zusammenzuziehen. Lou würde lieber heiraten, doch Susan ist zu einer solchen Bindung noch nicht bereit. Die beiden bleiben zusammen – zumindest vorerst.

## 3. Staffel (1979–1980)
(Quelle: )

### Folge 47: Wahrheitsfindung (Cop)
Zwei Geschichten bringen das Thema Homosexualität in die ‘‘Tribune‘‘: der Mord an Lous schwulem Nachbarn und ein Brand, bei dem fünf Menschen in einer Schwulenbar ums Leben kamen. Der ermittelnde Streifenpolizist Mike Tynan gesteht Lou gegenüber, dass er schwul ist, sagt jedoch, dass er geächtet würde, wenn dies innerhalb der Polizei allgemein bekannt würde. Unterdessen beschließen die Herausgeber der ‘‘Tribune‘‘, die Namen der Brandopfer zu veröffentlichen, da sie der Meinung sind, dass die Zeitung Informationen nicht  zurückhalten könne, wenn sie ihren Ruf wahren möchte. Als Tynans Partner, Robert Dennahy, herausfindet, dass Tynan schwul ist, beantragt er eine Versetzung, da er nicht mit einem Mann zusammenarbeiten könne, den er für den Polizeiberuf für ungeeignet hält. Bevor die Versetzung jedoch stattfinden kann, finden die Polizisten den Mordverdächtigen. In der darauffolgenden Schießerei rettet der verwundete Tynan Dennahys Leben, und Dennahy ändert seine Meinung über seinen schwulen Partner.

### Folge 48: Klatsch (Exposé)
Stadträtin Bonita Worth ist eine vielversprechende Politikerin, doch ihr Ehemann Mark Worth neigt zu Alkohol und ungebührlichem Verhalten. Nachdem die ‘‘Tribune‘‘ einen Artikel über seine Frau veröffentlicht hat, droht er im betrunkenen Zustand, Charlie zu schlagen. Später platzt ein betrunkener Worth in die Budgetsitzung der ‘‘Tribune‘‘, um sich über einen kritischen Leitartikel zu beschweren. Während die ‘‘Tribune‘‘ über Worths peinliche Eskapaden berichtet, wird ihre Belegschaft in einem unvorteilhaften Porträt einer lokalen Boulevardzeitung dargestellt. Worth erlangt noch mehr Bekanntheit, als er in Begleitung einer Cocktailkellnerin einen Autounfall hat. Mrs. Pynchon befürchtet, dass die ‘‘Tribune‘‘ und andere Medien den Worths ungerechterweise Leid zugefügt haben. Schließlich kündigt Mrs. Worth ihren Rücktritt von ihrem öffentlichen Amt an.

### Folge 49: Die Gefängniszeitung (Slammer)
Lou und Rossi erhalten einen Einblick in das Gefängnisleben, als sie einer Gruppe von Häftlingen helfen, eine Gefängniszeitung zu gründen. Rossis Artikel für die ‘‘Tribune‘‘ über einen Gefängnisinsassen ruft bei dem Mann, den der Häftling angegriffen hat, eine wütende Reaktion hervor und löst eine Debatte über die Rechte von Opfern und Häftlingen aus. Als die Gefängnisinsassen versuchen, eine unbewiesene Geschichte zu veröffentlichen, in der es um die Ermordung eines Häftlings durch eine Gefängnisbande geht, stoppt der Gefängnisdirektor die Veröffentlichung. Es kommt zu einer Schlägerei unter den Häftlingen, und der Gefängnisdirektor ruft einen Alarm aus. Lou überzeugt den Gefängnisdirektor später, dass die Zeitung den Häftlingen hilft, ihren Gefühlen Luft zu machen. Außerdem fordert er diese zu verantwortungsvollem Handeln auf.

### Folge 50: Der Scharlatan (Charlatan)
Zwei Fragen zum Ersten Verfassungszusatz – Religion und Presse – spalten die Mitarbeiter der ‘‘Tribune‘‘. Der Religionsjournalist Marcus Prescott kritisiert Rossis und Billies Ermittlungen gegen einen religiösen Führer, den ehemalige Anhänger des Betrugs beschuldigt haben. Ihre Berichte über Unregelmäßigkeiten in der Buchführung erschüttern den Glauben anderer Kirchenmitglieder jedoch nicht. Unterdessen weigern sich Mrs. Pynchon und Charlie, das Recht eines Herausgebers von Pornografie zu verteidigen, Namen und Adressen von verdeckten Ermittlern in seiner Zeitschrift zu veröffentlichen. Lou erklärt sich jedoch bereit, vor Gericht zugunsten dieses Herausgebers auszusagen, da er glaubt, dass Vorzensur allen Journalisten schadet.

### Folge 51: Das Komplott (Frame-Up)
Als Billie darüber berichtet, dass ein nach Los Angeles umziehendes Unternehmen in der Vergangenheit Umweltverschmutzung verursacht hat, wird die Zeitung als industriefeindlich kritisiert. Das Unternehmen kündigt außerdem an, nicht in die Stadt umzuziehen, was noch mehr Empörung gegen Billie und die ‘‘Tribune‘‘ hervorruft. Daraufhin revidieren die Verantwortlichen ihre Entscheidung und stimmen dem Umzug nach Los Angeles doch zu. Eine verärgerte Sekretärin der Firma übergibt Billie ein Memo, aus dem hervorgeht, dass die sprunghaft angesetzten Pläne des Unternehmens lediglich ein Vorwand waren, um Steuererleichterungen und andere Anreize zu erhalten. Nach der Veröffentlichung ihrer Geschichte verschwindet die Sekretärin, und die Firma verklagt die ‘‘Tribune‘‘ wegen Verleumdung. Billie wird klar, dass sie hereingelegt wurde. Rossi spürt die falsche Sekretärin auf und deckt das ausgeklügelte Komplott auf, wodurch der Ruf Billies und der ‘‘Tribune‘‘ gerettet werden.

### Folge 52: Versuchskaninchen (Hype)
Rossi und Billie finden heraus, dass Forschung am Los Angeles University Medical Center ein großes Geschäft ist. Die Entwicklung neuer Medikamente sichert der Einrichtung wichtige Finanzmittel. Forschungsleiter Dr. David Duncan drängt den jungen Dr. Daniel Todson, die Tests eines neuen Arthritis-Medikaments abzuschließen. Unter diesem Druck fälscht Todson seine Forschungsergebnisse, was zu einer Pressekonferenz führt, auf der ein medizinischer Durchbruch verkündet wird. Doch der Trick wird von anderen Forschern aufgedeckt, was die Universität in Erklärungsnot bringt.

### Folge 53: Pferdenarren (Gambling)
Eine geplante Glücksspielinitiative wirft die Frage nach legalen und illegalen Wetten auf. Wirtschaftsreporter Mac McIvor gerät mit einem Buchmacher aneinander, weil er seine Schulden nicht zurückzahlen kann. Unter Vorspiegelung falscher Tatsachen leiht er sich Geld von Billie. Um an mehr Geld zu kommen, verstößt er gegen die Interessenkonflikt-Richtlinien der ‘‘Tribune‘‘, indem er im Auftrag von Mitarbeitern der Druckerei Geldanlagen tätigt. Lou entlässt McIvor wegen seiner Glücksspielaktivitäten. Kurz darauf ist Lou schockiert, als ein Freund bei einer Pferdewette über 35.000 Dollar gewinnt, was der ‘‘Tribune‘‘ als Schlagzeile dient. Als Mrs. Pynchon beschließt, Sportwetten und andere Artikel, die als Informationen über illegales Glücksspiel dienen, einzustellen, erhält die Zeitung Hunderte von Beschwerden.

### Folge 54: Billie und der Star (Witness)
Ein brutaler Angriff auf einen Anwalt steht im Zusammenhang mit der Untersuchung eines Gameshow-Moderators durch eine Jury. Der Angreifer kontaktiert Billie und gesteht, vom Moderator angeheuert worden zu sein, um den Anwalt zu verprügeln. Als der Angreifer ermordet wird und die Bremsen an Billies Auto auf mysteriöse Weise versagen, wird Billie von Polizeidetektiv Dan Staley unter Polizeischutz gestellt. Ihre gemeinsame Zeit ist geprägt von persönlichen Konflikten, als Staley Billie in einem Hotel bewacht. Die Bewachung endet, als sie vor der Grand Jury aussagt. Nachdem sie die Sichtweise des jeweils anderen verstanden haben, trennen sich Billie und Staley als Freunde.

### Folge 55: Rivalitäten (Kidnap)
Das Verschwinden der Basketballteams einer Kleinstadt entpuppt sich als Entführung. Lou schickt Billie und den Fotografen Bestie los und später Rossi sowie einen weiteren Reporter. Die Geschichte führt zu einem Revierkampf zwischen Billie und Rossi, die darum streiten, wer die Hauptstory bekommt. Lous stellvertretender Lokalredakteur Art Donovan fliegt ein, um die Berichterstattung zu koordinieren. Billie überlistet Rossi und die übrigen Medien, indem sie als Erste erfährt, dass die Kinder in Sicherheit und die Entführer gefasst sind. Bei der ‘‘Tribune‘‘ lehnt Mrs. Pynchon ein verlockendes Angebot ab, die Zeitung an eine große Kette zu verkaufen. Sie zieht es vor, die Leitung zu behalten und die Zeitung in lokalem Besitz zu halten.

### Folge 56: Andrew, Teil I (Andrew, Part I – Premonition)
Die einzige zweiteilige Folge der Serie konzentriert sich auf Art Donovan‘s Cousin Andrew, einen emotional gestörten jungen Mann. Andrew hat eine Therapie und einen Krankenhausaufenthalt hinter sich, doch Art und Andrews Mutter, Edna Raines, befürchten, dass er eines Tages etwas „wirklich Verrücktes“ tun wird. Andrew gibt zu, Stimmen gehört zu haben und Frauen davon abhalten zu wollen, ihn zu belästigen. Auf Arts Drängen wird er ins Krankenhaus eingeliefert, aber nach nur drei Tagen wieder entlassen. Die Befürchtungen der Familie bewahrheiten sich, als Andrew wegen des Mordes an einer Freundin seiner Mutter verhaftet wird.

### Folge 57: Andrew, Teil II (Andrew, Part II – Trial)
In der ‘‘Tribune‘‘ wird darüber diskutiert, wie sie über Andrews Fall berichten soll. Art befürchtet, dass die Publizität die Chancen auf einen Vergleich für seinen psychisch kranken Cousin mindert. Die Redakteure der ‘‘Tribune‘‘, die nicht voreingenommen wirken wollen, beauftragen Billie und Rossi, Nachrichten und Reportagen über den Fall zu schreiben. Als Andrew aus der Haft flieht, kritisiert Art seine Kolleg*innen, weil sie Andrews Fall schaden, nur um zu zeigen, dass die ‘‘Tribune‘‘ einen ihrer Mitarbeiter nicht schützt. Es wird kein Vergleich angeboten, und Andrew wird vor Gericht gestellt. Er wird des vorsätzlichen Mordes schuldig gesprochen und trotz der Aussage seines Psychiaters für zurechnungsfähig befunden. Andrew wird zu 15 Jahren Gefängnis verurteilt.

### Folge 58: Hollywood (Hollywood)
Ein mysteriöser Fall im Stil eines Film Noir entfaltet sich, als die ‘‘Tribune‘‘ auf einen Jahrzehnte alten Mordfall stößt. Die zurückgezogen lebende Mrs. Polk lebt noch immer über der verlassenen Cantina, in der einst der beliebte philippinische Boxer „Baby“ Duarte ermordet wurde. Ein Artikel über sie löst bei der ‘‘Tribune‘‘ eine Untersuchung des Falls aus. Spuren führen die Reporter zu verblassten Hollywoodstars und anderen Persönlichkeiten, doch der Fall bleibt ein Rätsel. Schließlich gesteht Mrs. Polk, dass sie Duarte liebte, aber keine Ehe mit einem Mann anderer Hautfarbe eingehen konnte. Sie sagt auch, dass sie ihn nicht auf die Philippinen zurückkehren lassen konnte, was den Eindruck hinterlässt, dass sie möglicherweise die Mörderin war.

### Folge 59: Kindheiten (Kids)
Die Probleme von Kindern beschäftigen Lou, Rossi und Billie sowohl beruflich als auch privat. Lou versucht Mark zu helfen, einem Jungen, der von seiner Mutter ignoriert wird. Rossi schreibt über den Kinderfilmstar Carly, die dem Druck der Schauspielerei und ihres überfürsorglichen Vaters nicht standhält. Billie berichtet über die Selbstmorde zweier Teenager und das Trauma ihrer Eltern.

### Folge 60: Feueralarm (Bushfire)
Ein Buschfeuer fordert seinen Tribut in der Gegend von Los Angeles und bei der ‘‘Tribune‘‘-Redaktion. Während Rossi, Billie und Bestie eilen, um über das Feuer zu berichten, kämpfen Charlie und seine Frau Marion darum, ihr Haus vor den Flammen zu retten. Bestie‘s Fotos führen die Polizei zum Brandstifter. Ein erschöpfter Charlie und Marion, die sich vor dem Brand trennen wollten, versöhnen sich nach der Beinahe-Tragödie.

### Folge 61: Indianer (Indians)
Billie und Rossi schreiben über das Leben von Indianern in der Stadt. Sie treffen einen Jungen, der aus einem indianischen Internat ausgebrochen ist, einen Mann mittleren Alters, der dem Druck der weißen Gesellschaft nicht gewachsen ist, und ein Paar, dessen Eheprobleme offenbar durch kulturelle Unterschiede verursacht werden.

### Folge 62: Inkognito (Cover-Up)
Rossi und Billie gehen zwei Geschichten nach, die letztlich nicht in der ‘‘Tribune‘‘ erscheinen. Rossi trifft Jeff Lindsay, einen Grundschullehrer, der fälschlicherweise des sexuellen Missbrauchs eines Schülers beschuldigt wird. Sowohl die Eltern des Jungen als auch die Schulbehörde halten den Vorfall geheim. Anstatt seine Entlassung öffentlich zu machen und zu riskieren, vor Gericht zu verlieren, akzeptiert Lindsay die Entscheidung der Schulbehörde, dass er gehen soll. Billie findet heraus, dass ein erfolgreicher Filmstudiomanager Schmiergelder von Lieferanten verlangt. Obwohl er das Studio verlässt, wird der Grund dafür nicht genannt. Der Manager arbeitet außerdem weiterhin als unabhängiger Produzent für das Studio. In beiden Fällen fehlt den ‘‘Tribune‘‘-Reportern die nötige Bestätigung, um ihre Geschichten zu schreiben und die Vorfälle so öffentlich zu machen.

### Folge 63: Ein schwarzes Erbe (Inheritance)
Die junge Jessica Downey verklagt Pharmaunternehmen, die DES hergestellt haben, ein künstliches Hormon, das mit Krebs bei den weiblichen Kindern der Frauen in Verbindung gebracht wird, die es als Schwangerschaftsmedikament eingenommen hatten. Während Billie über die Geschichte berichtet, trifft Rossi Sarah Hartounian, die das Testament ihres Vaters anficht. Sie wurde von der Familie geächtet, weil sie, eine Armenierin, einen Türken geheiratet hat, und Türken von den meisten Armeniern immer noch als Feinde gesehen werden. Billie ist unterdessen schockiert, als sie erfährt, dass auch sie eine DES-Tochter ist. Obwohl sie nicht in Gefahr ist, kann sie die Tatsache nicht akzeptieren, dass ihre Mutter das Medikament unhinterfragt eingenommen hat. Später erkennt sie jedoch, dass ihre Mutter keine Schuld trägt und versöhnt sich mit ihr. Obwohl ein Richter entscheidet, dass Sarahs Vater sie zu Unrecht aus seinem Testament gestrichen hat, kann sie sich nicht mit ihrer Familie versöhnen. Diese glauben weiterhin, dass sie sie und ihr Volk verraten hat.

### Folge 64: Zensur (Censored)
Die Bücherverbrennung einer Bürgerinitiative in einer ländlichen Gemeinde führt zu einem Artikel über Zensur in der ‘‘Tribune‘‘. Eine Lehrerin verliert ihren Job, weil sie ein Buch verwendet, das kulturelle Werte vermittelt. Eine Bibliothekarin gibt zu, dass die Bibliotheksverwaltung Bücher aus den Regalen verbannt. Zensur wird auch bei der ‘‘Tribune‘‘ zum Thema, als Charlie sich aus Angst vor einer Klage weigert, eine umstrittene politische Karikatur zu veröffentlichen. Ein alter Freund von Lou, der Zeitungsredakteur Mitch Webster, steht hinter dem Zensur-Kreuzzug. Dieser gipfelt in einer Massenverbrennung von Büchern, Schallplatten und allem, was den Leuten nicht gefällt.

### Folge 65: Ein verflixter Tag (Lou)
Ein Tag im Leben von Lou Grant steckt voller großer und kleiner Probleme. Mrs. Pynchon ermahnt ihn, höflicher zu Anrufern zu sein. Sein Stellvertreter Donovan stellt sein Nachrichtenverständnis in Frage. Billie beschwert sich über einen Reportage-Auftrag. Bestie missfällt Lous Beschneidung eines Fotos. Lou muss einen Reporter feuern, der von einer Collegezeitung plagiiert hat. Ein Feuilletonist möchte in der Lokalredaktion arbeiten. Rossi hat etwas dagegen, dass Lou den Fokus seiner Story ändert. Der ganze Druck macht Lou angespannt und nervös. Schließlich sagt Charlie Lou, dass die ‘‘Tribune‘‘ nicht sein ganzes Leben sein sollte, und befiehlt ihm, seine Arbeit zu delegieren und Urlaub zu nehmen.

### Folge 66: Eine schwarze Nacht (Blackout)
Kurz nachdem ein leichtes Erdbeben Los Angeles erschüttert, fällt der Strom aus, und die ‘‘Tribune‘‘ und der Rest der Stadt versinken in Dunkelheit. Während Rossi, Billie und Bestie über Plünderungen und Unruhen in der Stadt berichten, stellt die Redaktion bei Kerzenlicht die Zeitung zusammen. Mrs. Pynchon, die befürchtet, dass die Stromversorgung nicht rechtzeitig wiederhergestellt sein wird, um die Zeitung auf den Druckmaschinen der ‘‘Tribune‘‘ zu drucken, genehmigt eine gekürzte Ausgabe ohne Anzeigen, die bei einer Zeitung im nahegelegenen Long Beach gedruckt werden soll. Nachdem die Redaktion auf ihren Triumph über die Natur angestoßen hat, geht das Licht wieder an.

### Folge 67: Tierquäler (Dogs)
Mrs. Pynchons geliebter Yorkshire Terrier Barney wird gestohlen. Zu ihrem Entsetzen entdeckt die ‘‘Tribune‘‘-Belegschaft, dass Barney von Männern, die Kampfhunde züchten, als Trainingshund benutzt wurde. Rossi erkundet mit einem Ermittler der Human Society die Welt des Hundekampfs. Bei seinem Undercover-Einsatz an einer Tankstelle freundet er sich mit einem Züchter an. Die Ermittler statten ihn mit einem Sender aus, bevor er einem Hundekampf beiwohnt. Als Rossi dort von einem Zuschauer erkannt wird, wird er geschlagen, bis ihm die Behörden zu Hilfe kommen. Trotz eines verletzten Gesichts und eines gebrochenen Arms tippt Rossi seine Geschichte. Zuletzt bekommt Mrs. Pynchon von den Mitarbeiter*innen der ‘‘Tribune‘‘ einen Yorkie-Welpen geschenkt.

### Folge 68: Unter Druck (Influence)
Während Finanzredakteur Adam Wilson unter Alkoholproblemen leidet, tritt Mrs. Pynchon einem Club prominenter Geschäftsleute bei, von denen viele den Bau eines neuen Flughafens befürworten. Später verlangt sie von der ‘‘Tribune‘‘ eine Neubewertung ihrer Berichterstattung über das umstrittene Projekt. Unterdessen klaubt Lou den betrunkenen Adam in einer Bar auf und bringt ihn zu sich nach Hause, als seine Frau sich weigert, ihn daheim aufzunehmen. Lou sieht auch über die Wodkaflasche hinweg, die Adam in seinem Schreibtisch aufbewahrt. Rossi, selbst Sohn eines Alkoholikers, drängt Lou, Adam nicht länger zu decken. Als Adam Lou bittet, ihn nach einer Festnahme wegen Fahrens unter Alkoholeinfluss aus dem Gefängnis zu holen, lehnt Lou ab und schlägt ihm vor, sich Hilfe zu suchen. Als Mrs. Pynchon herausfindet, dass bestimmte Geschäftsleute ihrer Gruppe finanziell von dem Flughafenprojekt profitieren werden, bekräftigt sie ihre Unabhängigkeit, indem sie die Gruppe verlässt.

### Folge 69: Waffenbrüder (Guns)
Während einer St. Patrick's Day-Feier bei McKenna's, dem Stammlokal der ‘‘Tribune‘‘-Mitarbeiter*innen, lernt Lou den liebenswerten Iren Francie Fitzgerald kennen. Er ist schockiert, als Bundesagenten Fitzgerald mit dem Diebstahl von Waffen aus einem Waffengeschäft in Los Angeles in Verbindung bringen. Als Rossi und Billie die amerikanische Unterstützung des irischen Aufstands untersuchen, entwickelt Lou Interesse an Fitzgerald und seinen Verbindungen zur Irish Republican Army (IRA). Er erfährt, dass die IRA-Führung mit Fitzgeralds Fehlern unzufrieden ist. Später besucht Fitzgerald Lou zu Hause und gesteht, dass er von der willkürlichen Gewalt, die der Bewegung innewohnt, desillusioniert ist. Mangels Bargeld und auf der Flucht vor den amerikanischen Behörden und der IRA raubt der liebenswürdige Ire Lou mit vorgehaltener Waffe aus. Später tötet eine für Fitzgerald bestimmte Sprengfalle ein Kind. Bei McKenna's beklagen Lou und andere den Tod und die anhaltende Gewalt in Nordirland.

### Folge 70: Käuflich (Hazard)
Rossi geht Vorwürfen nach, wonach eine bestimmte Motorradmarke, die für junge Leute vermarktet wird, unsicher sei. Paul Kramer, ein Vertreter des Motorradherstellers, gibt zu, dass es billiger sei, Schadensersatzansprüche bei Todesfällen und Personenschäden zu begleichen, als die Bremsanlage des Motorrads zu reparieren. Um diese Anschuldigung zu untermauern, verlangt Kramer jedoch 4.000 Dollar von der ‘‘Tribune‘‘. Mrs. Pynchon weigert sich, sich auf sogenannten „Scheckbuchjournalismus“ einzulassen. Lou weist darauf hin, dass die ‘‘Tribune‘‘ unterdessen für Nachrichten bezahlt, indem die Zeitung die Memoiren eines ehemaligen Regierungsbeamten als Fortsetzungsroman veröffentlicht. Unbeeindruckt von Mrs. Pynchons Entscheidung verwendet Rossi sein eigenes Geld, um die Dokumente zu beschaffen. Doch dann lässt Kramer die Story an andere Medien durchsickern und beraubt Rossi so seines Exklusivrechts. Rossi weigert sich, zurückzuschlagen, indem er Kramer als seine Quelle nennt und wahrt so seine Integrität als Journalist.

## 4. Staffel (1980–1981)
(Quelle: )

### Folge 71: Nachtarbeiter (Nightside)
Als Lou eine seltene Doppelschicht bei der ‘‘Tribune‘‘ arbeitet, entdeckt er, dass die Nachtschicht ihre ganz eigene Routine hat. Die Ruhe des Abends wird unterbrochen, als ein Kleinflugzeug abstürzt und eine Jacht sinkt – inmitten von Gerüchten über Glücksspiel, Drogen und organisierte Kriminalität. Billie und Donovan helfen bei der Berichterstattung über den Jachtunfall, der zur Top-Story der ‘‘Tribune‘‘ wird, als er mit dem Sohn einer wohlhabenden Familie und einem möglichen Drogenschmuggel in Verbindung gebracht wird. Die Zeitungsausgabe wird fertiggestellt, aber für die Morgenredaktion beginnt in wenigen Stunden ein neuer Tag. Lou schläft erschöpft in der Redaktion ein.

### Folge 72: Belästigt (Harassment)
Sexuelle Belästigung ist ein Thema für die Mitarbeiter der ‘‘Tribune‘‘ und ein Problem für viele ihrer Angestellten. Rossi interviewt einen wütenden Ehemann, der einen Mann angreift, welcher beschuldigt wird, seine Frau belästigt zu haben. Bei der ‘‘Tribune‘‘ belästigt ein Werbefachmann seine Assistentin. Billie, die einen Artikel über Belästigung schreiben soll, erfährt, dass die Hälfte der weiblichen Angestellten der Zeitung angibt, von Männern belästigt worden zu sein. Charlie widersetzt sich Billies Versuch, die Erfahrungen von ‘‘Tribune‘‘-Mitarbeiterinnen in ihrer Geschichte zu verarbeiten, doch Mrs. Pynchon unterstützt Lous Haltung, dass die Zeitung ihre Fehler eingestehen sollte. Sie ordnet außerdem an, dass ein Beschwerdeausschuss die Vorwürfe prüft.

### Folge 73: Der Kandidat (Pack)
Billie schließt sich erfahrenen Politikreportern an, die über den Wahlkampf von Carlisle, einem Senatskandidaten, berichten. Sie lernt schnell die Frustrationen kennen, die es mit sich bringt, Teil der sogenannten „Meute“ zu sein. Ihre Redakteure kritisieren sie für ihren klischeehaften Schreibstil und ihre Berichterstattung; dann fragen sie, warum sie nicht berichtet, was alle anderen berichten. Ihr Artikel über Carlisles Temperament zieht den Zorn von dessen Pressesprecher und von ihren Presse-Kollegen auf sich, die nun ihren Redakteuren erklären müssen, warum sie selbst diese Story nicht veröffentlicht haben. Als sie von ihren Reporterkollegen geächtet wird, kritisiert Billie diese bitter für ihre oberflächliche Berichterstattung sowie dafür, dass sie vergessen, dass die Öffentlichkeit auf ihre Nachrichten zählt. Später schließen sie sich Billie an, um Carlisle festzunageln und ihn zu drängen, zuzugeben, dass er Waffenkontrolle unterstützt. Carlisles Ehrlichkeit stärkt sein Ansehen bei den Wählern und Billie gewinnt den Respekt ihrer Kollegen und Redakteure.

### Folge 74: Das Geheimnis im Keller (Sting)
Charlie und Marion Hume vermieten ihr Haus an die Thatchers, als sie in eine Wohnung ziehen, um Charlies Arbeitsweg zu verkürzen. Charlie ist misstrauisch angesichts des seltsamen Verhaltens des Paares und stellt die Thatchers zur Rede. Dabei erfährt er, dass es sich um verdeckte Ermittler handelt, die von seinem Haus aus eine verdeckte Operation durchführen. Bei der ‘‘Tribune‘‘ diskutieren Lou und andere Mitarbeiter darüber, ob solche Operationen Gauner fassen oder ihnen lediglich durch die Inszenierung von Verbrechen eine Falle stellen. Als die Thatchers auf mysteriöse Weise verschwinden, fragt sich Charlie, ob er von Kriminellen überlistet wurde, die sein Haus benutzten. Seine Befürchtungen werden zerstreut, als sich herausstellt, dass Thatcher für die Staatsanwaltschaft arbeitet. Die Operation führt zu Anklagen gegen drei Beamte wegen Bestechung. Charlie und Marion, unzufrieden mit ihrer lauten Wohnung, kehren in ihr Haus zurück.

### Folge 75: Das leise Gift (Goop)
Auf mysteriöse Weise tauchen in einem Teich und in den Gärten mehrerer Häuser blubbernde Chemikalien und andere gefährliche Abfälle auf. Rossie und Billie verfolgen die Abfälle bis zur Chemiefabrik Dillard, die sie verdächtigen, illegal gefährliche Stoffe zu entsorgen. Erst nachdem sie die Vorzüge einer Täuschung zur Vertuschung einer Story erörtert haben, erlauben Charlie und Mrs. Pynchon Billie, eine Bürostelle in der Fabrik anzunehmen. Als sie sich mit Kollegen wie der jungen Teri Wilk anfreundet, fühlt sich Billie in ihrer Rolle als Spionin zunehmend unwohl. Nachdem sie Aufzeichnungen entdeckt hat, die darauf hinweisen, dass ein LKW-Team die Abfälle entsorgt, folgen Rossi und Bestie den LKW-Fahrern und beobachten, wie diese Chemikalien in einen Bach kippen. Billie versucht später Teri zu erklären, warum sie sie täuschen musste, um die Aktivitäten der Firma aufzudecken. Unbeeindruckt weist Teri Billie als Lügnerin ab.

### Folge 76: Die Verleumdungsklage (Libel)
Die ‘‘Tribune‘‘ untersucht den ‘‘National Spectator‘‘, eine Boulevardzeitung, die für ihre sensationslüsterne, ungenaue und irreführende Berichterstattung kritisiert wird. Charlie, andere Mitarbeiter und die ‘‘Tribune‘‘ befürchten, dass der ‘‘Spectator‘‘ zurückschlagen wird. Tatsächlich führt Rossis und Billies Story über das Boulevardblatt zu einer Klage in Höhe von 60 Millionen Dollar gegen die ‘‘Tribune‘‘. Die Abwehr der Klage ist sowohl finanziell als auch zeitaufwändig. Zudem gibt es Bedenken, dass die investigative Berichterstattung allein durch die Androhung einer Klage Schaden nehmen könnte. Während einer Zeugenaussage ist Lou empört, als er nach seinem Geisteszustand während der Redaktion des ‘‘Spectator‘‘-Artikels gefragt wird. Er argumentiert, dass solche Fragen die Arbeitsfähigkeit eines Redakteurs untergraben. Lou erhält eine tägliche Geldstrafe von 100 Dollar für ausbleibende Antworten und wird von Mrs. Pynchon gedrängt, das Verfahren fortzusetzen. Widerwillig kooperiert er schließlich.

### Folge 77: Das Gesetz der Straße (Streets)
Der Mord an einem Polizisten und der anschließende Tod eines Verdächtigen durch Schüsse lenken die Aufmerksamkeit der ‘‘Tribune‘‘-Redaktion auf die Spannungen in der Innenstadt. Der schwarze Reporter Milt Carmichael berichtet gemeinsam mit Rossi über die Zustände dort, und beide geraten zeitweise über die Art und Weise der Berichterstattung aneinander. Während sie Polizisten und Bewohner des Ghettos interviewen, befürchtet Milt, nur wegen seiner schwarzen Hautfarbe an der Story beteiligt zu sein. Rossi argumentiert, Milts Perspektive sei wichtig für die Story. Als ihre Geschichte veröffentlicht wird, respektieren sich Milt und Rossi gegenseitig.

### Folge 78: Der Sportheld (Catch)
Während die ‘‘Tribune‘‘ mit ihrem neuen Computersystem kämpft, lernt Billie den Baseballspieler Terry McCovey kennen. Er ist Investor in einem Immobilienunternehmen, das sie untersucht. Sie scheinen ineinander verliebt zu sein, doch Billie befürchtet, mit einer Quelle für ihre Story zu intim zu werden. Als Ted aus seinem Baseballteam entlassen wird, tröstet sie ihn. Seine Pläne, Los Angeles zu verlassen, ändern sich, als er einen Job als Scout bekommt. Unter den besorgten (und vielleicht eifersüchtigen) Augen von Lou und Art küssen sich Ted und Billie in der Redaktion der ‘‘Tribune‘‘.

### Folge 79: Vergewaltigt (Rape)
Rossi arbeitet gerne mit Sharon, einer anderen Reporterin der ‘‘Tribune‘‘, zusammen. Deren Leben gerät aus den Fugen, als sie in ihrem Haus ausgeraubt und mit vorgehaltenem Messer vergewaltigt wird. Später hilft Rossi Sharon bei der Entscheidung, die Vergewaltigung der Polizei zu melden. Die Mitarbeiter der ‘‘Tribune‘‘ reagieren unterschiedlich auf den Vorfall. Art erfährt, dass seine Freundin vergewaltigt wurde; er ist sich nicht sicher, wie er sie behandeln soll. Rossi ist wütend und will etwas unternehmen, zum Beispiel Sharons Angreifer verprügeln. Mrs. Pynchon fordert von der ‘‘Tribune‘‘ eine bessere Berichterstattung über Vergewaltigungen und das Rechtssystem. Sharon kämpft mit ihren Emotionen, die der Angriff nach sich zieht, und bittet schließlich um eine Auszeit.

### Folge 80: Giftmüll (Boomerang)
Ein defektes Beatmungsgerät trägt zum Tod eines Mittelamerika-Korrespondenten der ‘‘Tribune‘‘ bei. Billie entdeckt, dass das Gerät in den USA zurückgerufen, aber dennoch international ausgeliefert wurde. Sie untersucht Dumping, bei dem US-Firmen fehlerhafte Produkte im Ausland verkaufen. Auf Drängen des Gastkolumnisten Sidney Kovac nutzen ‘‘Tribune‘‘-Mitarbeiter all ihre ausländischen Kontakte, um Informationen für die Dumping-Story zu sammeln. Lou gerät mit Sidney aneinander, weil Rossi und Billie nicht genug Zeit für ihre regulären Aufgaben aufwenden. Die Reporter wiederum nehmen es Lou übel, dass er ihnen nicht mehr Zeit für die Dumping-Story lässt. Sidney schreibt in seiner nationalen Kolumne über Dumping und ruiniert damit die Exklusivmeldung der ‘‘Tribune‘‘. Rossi und Billie halten Sidney für einen Opportunisten und entschuldigen sich später bei Lou für ihre Reaktion auf seinen Tadel.

### Folge 81: Alt und Jung (Der Vater) (Generations)
Die ‘‘Tribune‘‘ wird durch Nachrichten und persönliche Erlebnisse auf Probleme zwischen jungen, erwachsenen und älteren Menschen aufmerksam. Der jähzornige, aufmerksamkeitsheischende Rupert Hume zieht bei seinem Sohn Charlie ein, nachdem er beim Ladendiebstahl erwischt wurde. Der ältere und etwas exzentrische Busfahrer Fred Jenkins verteilt über eine Stiftung, die er im Namen seiner verstorbenen Frau gegründet hat, kleine Geldbeträge an hilfsbereite Menschen. Harvey, ein älterer Nachbar von Lou, wird ständig von den Kindern aus der Nachbarschaft gehänselt. Als sie eines Nachts in sein Haus leuchten und seine Fenster einschlagen, feuert er aus Angst mit einer Pistole und tötet dabei einen der Jungen.

### Folge 82: Familienbilder (Search)
Lisa, eine Fotografin der ‘‘Tribune‘‘, ist von Rossis Geschichte über das glückliche Wiedersehen einer Mutter mit ihrer zur Adoption freigegebenen Tochter inspiriert. Lisa, selbst Adoptivtochter, beschließt, ihre leibliche Mutter zu finden. Rossi hilft ihr, Unterlagen zu durchforsten und die Frau schließlich in Virginia ausfindig zu machen. Statt eines freudigen Wiedersehens gesteht Lisas leibliche Mutter ihr jedoch kühl, dass es ein Fehler war, schwanger zu werden, und möchte nicht daran erinnert werden. Nach der Zurückweisung gesteht Lisa Rossi, dass sie zu viel erwartet habe und nun erkennt, dass ihre Adoptivmutter doch ihre „echte“ Mutter ist.

### Folge 83: Streik (Strike)
Ein neues Computersystem spart der ‘‘Tribune‘‘ Geld, kostet aber Arbeitsplätze in Satz und Druck. Da man sich mit der Geschäftsleitung der ‘‘Tribune‘‘ nicht über die Arbeitsplatzsicherheit einigen kann, beschließen die Drucker einen Streik. Mitarbeiter der Redaktion und anderer Abteilungen der Zeitung unterstützen die Drucker und demonstrieren vor dem ‘‘Tribune‘‘-Gebäude. Der Streik ruft gemischte Gefühle unter den Mitarbeitern der Zeitung hervor, insbesondere bei Lou, der widerwillig weiterarbeitet, da er zum Management gehört. Zu Beginn des Streiks stirbt ein Drucker auf der Streikpostenkette an einem Herzinfarkt. In den folgenden drei Wochen eskalieren die Gefühle. Dann wird Billie von einem Schraubenschlüssel verletzt, der von einem Lastwagen der ‘‘Tribune‘‘ geschleudert wird. Lou kann sich seinen Freunden nicht länger widersetzen und schließt sich den streikenden Mitarbeitern an. Mrs. Pynchon erfüllt gegen den Rat ihres Geschäftsführers die Forderungen der Gewerkschaft, um den spaltenden Streik zu beenden.

### Folge 84: Regenzeit (Survival)
Nach einem Besuch in Art Donovans nobler Hütte im ländlichen Kalifornien trifft Rossi auf Ralph Cooper, einen militanten Überlebenskünstler, der den endgültigen Zusammenbruch der amerikanischen Gesellschaft vorauszusehen glaubt. Rossi beginnt, Informationen für eine Geschichte über derartige „Survivalists“ zu sammeln und darüber, warum sie Lebensmittel, Munition und Edelmetalle horten. Als ein Sturm die Gegend mit Sturzfluten bedroht, fahren Lou und Rossi zu Arts Haus, um den darüberliegenden Hang als Gefallen für ihren Freund, der verreist ist, mit Plastik abzudecken. Sie sitzen in dem abgelegenen Haus fest, als ihr Auto eine Panne hat. Da taucht Cooper auf und nimmt Lou und Rossi mit vorgehaltener Waffe die gesamte Plastikfolie weg. Bevor er nach Hause zurückfahren kann, wird Cooper verletzt, als sein Jeep umkippt. Lou und Rossi retten Coopers Leben, indem sie Hilfe holen.

### Folge 85: Selbstmord? (Venice)
Während er die Freigeister von Venice Beach fotografiert, wird Bestie Zeuge der Entdeckung einer Ertrunkenen Frau namens Leslie. Als deren Tod als Selbstmord eingestuft wird, fragt er sich, warum eine schöne junge Frau Selbstmord begeht. Der ‘‘Tribune‘‘-Fotograf ist fast besessen von der Suche nach der Antwort und fragt sich sogar, ob es sich tatsächlich um Selbstmord handelte. Durch das Zusammentragen von Informationen ihrer Freunde und Verwandten findet Bestie heraus, dass sich die Frau ihr Leben lang zurückgewiesen fühlte. Sie hatte sich in ihre beste Freundin – eine Frau – verliebt, nur um erneut zurückgewiesen zu werden.

### Folge 86: Aufruhr im Süden (Campesinos)
Ein Streik von Landarbeitern führt Rossi auf die Felder Zentralkaliforniens. Gewerkschaftsführer Tommy Hernandez hofft, dass die Publizität den Streikenden helfen wird, die Pattsituation mit den Landwirten zu überwinden. Er bittet den legendären Aktivisten Hugh Holstrum um Hilfe, der Streikposten auf die Felder führt und wegen Hausfriedensbruchs verhaftet wird. Rossi und andere Reporter der ‘‘Tribune‘‘ interviewen Landwirte, Streikende und illegale Arbeiter aus Mexiko, die Arbeit brauchen, um ihre Familien zu ernähren. Eine weitere Demonstration eskaliert in Gewalt, wobei Tommy von den Wachen des Landwirts erschossen wird. Sein Tod führt zu einer Einigung zwischen Landwirten und Arbeitern. Da sie nicht länger gebraucht werden, packen die illegalen Arbeiter aus Mexiko ihre Sachen und ziehen auf andere Felder – ihr Los verbessert sich nicht.

### Folge 87: Geschäftsschädigend (Business)
Rossi und Billie berichten über einen verdächtigen Brand bei Cal Electronics, einem Hersteller. Ihre Geschichte, die einen Zusammenhang zwischen dem Brand und Sicherheitsverstößen nahelegt, erweist sich jedoch als falsch, als die Feuerwehr Straßenarbeiter der Stadt für den Brand verantwortlich macht. Cal Electronics-Chef Russell Davidson beschwert sich bei den Redakteuren der ‘‘Tribune‘‘ über die wirtschaftsfeindliche Berichterstattung der Zeitung. Lou und Charlie wiederum kritisieren die Wirtschaft, weil sie die Medien für ihre Probleme verantwortlich macht und nicht offen und kooperativ mit der Presse umgeht. Später versuchen beide Seiten, die Beziehungen zu verbessern. Die ‘‘Tribune‘‘ beginnt, Gastkolumnen von Persönlichkeiten aus Wirtschaft und Industrie zu veröffentlichen, und Davidson zeigt sich offener und kooperativer bei der Ankündigung einer Unternehmensumstrukturierung.

### Folge 88: Tödliches Foul (Violence)
Die Mitarbeiter der ‘‘Tribune‘‘ untersuchen das Thema Gewalt in der Gesellschaft, indem sie Football und Filme diesbezüglich in den Fokus nehmen. Rossi berichtet über die Geschichte von „Crusher“ Carter, einem hart zuschlagenden Footballspieler, der verklagt wird, weil er einen Gegner schwer verletzt hat. Billie erfährt durch Gespräche mit Ärzten und der Frau des verletzten Spielers, die behauptet, Carter sei nichts weiter als ein Krimineller, wie gefährlich Football sein kann. Unterdessen gerät Lou mit der ‘‘Tribune‘‘-Filmkritikerin Melissa Cummings über Gewalt in Filmen aneinander. Er findet sie unnötig und nicht unterhaltsam, während sie Gewalt als Ausdruck der Kunst verteidigt.

### Folge 89: Am Ende (Depression)
Charlie und der erfahrene Reporter George Driscoll erleben Enttäuschung und Frustration. Driscoll, ein trockener Alkoholiker, der sein journalistisches Potenzial nie voll ausschöpfen konnte, unternimmt nach dem Scheitern seiner Ehe einen Selbstmordversuch. Charlie wird gereizt und deprimiert, als Mrs. Pynchon einen Chefredakteur sucht, ohne ihn für die Stelle in Betracht zu ziehen. Driscoll arrangiert sich mit seiner entfremdeten Tochter und stimmt ihr offenbar zu, dass er sich seinen Problemen stellen muss. Und Charlie gesteht Mrs. Pynchon schließlich, dass er unglücklich darüber ist, dass sie ihn nicht für die neue Stelle in Betracht gezogen hat. Beide sind letztlich zufrieden damit, dass er wenigstens seine Gefühle offengelegt hat.

### Folge 90: Vom Schlag getroffen (Stroke)
Mrs. Pynchon erleidet bei der ‘‘Tribune‘‘ einen Schlaganfall. Charlie und Lou sind zwar um sie besorgt, befürchten aber gleichzeitig, dass ihre Neffen die Zeitung schließen könnten, wenn sie weiterhin arbeitsunfähig bleibt. In der Redaktion berichtet Billie über einen Streit um den Plan einer Zeitschrift, Studentinnen nackt zu fotografieren. Mrs. Pynchon kämpft derweil mit Lähmungen und Sprachverlust. Lou und Charlie geraten mit ihren Neffen wegen des Kaufs einer Zeitschrift aneinander, den Mrs. Pynchon vor ihrer Erkrankung geplant hatte. Ermutigt von den Herausgebern der ‘‘Tribune‘‘, bietet ihr Anwalt erfolgreich auf die Zeitschrift. Zwei Monate nach ihrem Schlaganfall kehrt Mrs. Pynchon mit einer Beinschiene, einem Arm in einer Schlinge und einem Gehstock zur ‘‘Tribune‘‘ zurück. Sie beschwert sich stockend über einen Artikel und signalisiert damit, dass sie wieder zurück bei der Arbeit ist.

## 5. Staffel (1981–1982)
(Quelle: )

### Folge 91: Beziehungsstress (Wedding)
Billies Romanze mit dem Baseballspieler Ted McCovey führt dazu, dass er ihr einen Heiratsantrag macht. Sie zögert, den Antrag anzunehmen, da sie befürchtet, dass ihre Karriere ihr nicht genug Zeit für eine funktionierende Ehe lässt. Tatsächlich haben die Anforderungen der Karriere Lous Beziehung zu seiner Tochter Janie belastet. Billie hat über alle Gründe nachgedacht, Ted nicht zu heiraten, und nun wird ihr klar, dass sie es schaffen will. Am Tag vor der Hochzeit stürzt das Computersystem der ‘‘Tribune‘‘ ab, und alle müssen die Tageszeitung neu zusammenstellen. Lou muss ein Treffen mit Janie und seinen beiden anderen Töchtern in Chicago absagen. Billie und der Rest der ‘‘Tribune‘‘-Mitarbeiter sind erschöpft, als sie und Ted in Charlies Haus heiraten. Lou erlebt zu Hause eine Überraschung: Seine Töchter haben das Treffen nach Los Angeles verlegt, um bei ihm zu sein.

### Folge 92: Zum Tode verurteilt (Execution)
Die verurteilte Mörderin Kitty Larsen verlangt ihre Hinrichtung, weil sie bei einem Raubüberfall vier Menschen erschossen hat. Sie wählt Rossi aus, um ihre ungewöhnliche Geschichte zu erzählen, da sie darauf vertraue, dass er fair und genau sei. Während Billie Kontakt zu den Verwandten ihrer Opfer und zu Kittys Mutter aufnimmt, freundet sich Rossi mit Kitty an und drängt sie bald, nicht die Hinrichtung zu fordern. Die Verurteilte unterzeichnet daraufhin einen Exklusivvertrag mit einem Agenten, der sich um die Buch- und Filmrechte an ihrem Leben kümmert. Als eine Falschmeldung über eine Liebesaffäre zwischen Kitty und Rossi an die Presse durchsickert, wird Rossi klar, dass er benutzt wurde, um ihre Story zu verbreiten. Er berichtet erst über die Hinrichtung, nachdem Kitty ihn gebeten hat, dabei zu sein. Rossi wirkt leidenschaftslos, als er der ‘‘Tribune‘‘ seinen Hinrichtungsbericht übermittelt.

### Folge 93: Promillegrenze (Reckless)
Nachdem Charlies Auto beschädigt wurde, schlägt er der ‘‘Tribune‘‘ vor, eine Hotline für Kriminalfälle einzurichten, die Lesern, die anrufen und Hinweise geben, eine Belohnung bietet. Unterdessen beginnt Lou einen Rechtsstreit, als er wegen Trunkenheit am Steuer verhaftet wird. Kurz darauf führt ein Hinweis der Hotline die Polizei zu einem Mordverdächtigen. Dessen Anwalt wirft der ‘‘Tribune‘‘ vor, anonyme Anzeigen zu fördern, um ihre Bedeutung in der Gemeinde zu betonen. Charlie wird langsam klar, dass die Hotline im Grunde Leute für Geschichten bezahlt. Er stimmt zu, dass eine Bürgerinitiative die Hotline übernehmen soll, um der ‘‘Tribune‘‘ ihre Unabhängigkeit zu sichern. Lous Verurteilung wegen Trunkenheit am Steuer führt zu einer Story von Billie über die Gefahren von Alkohol am Steuer.

### Folge 94: Das Erbe (Hometown)
Der Tod von Lous Tante veranlasst ihn zu einer sentimentalen Reise in seine Heimatstadt Goshen, Michigan. Vieles hat sich verändert, und die Stadt steht kurz davor, eine Glasfabrik zu verlieren, die ein wichtiger Arbeitgeber ist. Als Lou herausfindet, dass die Glasfabrik einer Firma aus Los Angeles gehört, schreibt er für die ‘‘Tribune‘‘ über die Schließung. Er trifft auch Georgann, eine alte Freundin, wieder. In einem bittersüßen Wiedersehen erinnert sich Lou daran, wie seine Eltern ihre Romanze ablehnten, weil sie katholisch war. Mitarbeiter der Glasfabriken kaufen erfolgreich die Firma und halten sie am Laufen. Lou gibt Georgann einen Abschiedskuss und kehrt nach Los Angeles zurück.

### Folge 95: Risiken (Risk)
Während sie einen Pornoring untersuchen, versprechen Rossi und die Reporterin Sharon McNeil ihren Quellen Vertraulichkeit. Eine Mutter erzählt Sharon, dass sie ihrer neunjährigen Tochter erlaubt, in Pornofilmen mitzuwirken, um die Miete zu bezahlen. Als die Geschichte veröffentlicht wird, verlangt die Polizei von Sharon, die Identität des Mädchens und ihrer Mutter preiszugeben. Sie weigert sich und beruft sich auf ihr Versprechen der Anonymität. Mrs. Pynchon und Lou unterstützen sie widerwillig, weisen aber darauf hin, dass sie das Versprechen nicht so schnell hätte geben sollen. Die Polizei findet den Wohnort von Mutter und Tochter heraus, trifft aber erst ein, als die beiden schon verschwunden sind. Sharon, die sich schuldig fühlt, weil sie dem Mädchen nicht geholfen hat, ist entschlossen, in Zukunft nicht mehr so leichtfertig Anonymität zu versprechen.

### Folge 96: Hinterlassenschaft (Double-Cross)
Billie berichtet von einem wertvollen goldenen Kreuz, das angeblich in einer 100 Jahre alten Zeitkapsel verborgen liegt. Das Kreuz steht im Mittelpunkt einer Familienfehde des Matheson-Clans. Die Familie beschließt, das Kreuz der Stadt zu schenken. Doch als die Kapsel geöffnet wird, ist das Kreuz nicht so kunstvoll verziert, wie es in alten Dokumenten beschrieben wird. Gemeinsam mit dem Lokalhistoriker Michael Shepherd stellt Billie fest, dass das Kreuz eine Fälschung sein muss. Tatsächlich befindet sich das echte Kreuz in den Händen eines der Mathesons – bis es jemand stiehlt. Als eine neue Zeitkapsel vergraben wird, gibt Shepherd bekannt, dass er das Kreuz hat. Offenbar hatte es seine Familie angefertigt und war von den Mathesons um ihr Land betrogen worden. Daraufhin wird das Kreuz erneut vergraben. Später gesteht Shepherd gegenüber Mrs. Pynchon, dass auch das von ihm vergrabene Kreuz eine Fälschung ist. Das echte Kreuz befindet sich auf einer Marienstatue in einer örtlichen Kirche.

### Folge 97: Der Ausreißer (Drifters)
Charlies Neffe Scott wechselt mit dreißig immer noch von einem Job zum anderen. Charlie und seine Frau versuchen, dem jungen Mann zu helfen, indem sie ihn bei sich wohnen lassen und eine Arbeit für ihn finden. Als Scott sich merkwürdig verhält, erfährt Charlie, dass er wegen eines Nervenzusammenbruchs behandelt wurde und eigentlich Medikamente nehmen sollte. Steve Hume, Charlies Bruder und Scotts Vater, erzählt, dass sein Sohn in der Vergangenheit emotionale Probleme hatte, die die Familie stark belasteten. Kurz darauf wird Scott entlassen und gerät in Schwierigkeiten. Steve findet Scott bei einer alten Freundin. Vater und Sohn einigen sich über die Probleme des letzteren, und Scott erklärt sich bereit, erneut eine Therapie zu machen.

### Folge 98: Rivalitäten (Friends)
Rossi freut sich, dass sein Freund und Joggingpartner Burt Cary für den Posten des Supervisor des Los Angeles County kandidiert. Lous Angebot, über den Supervisor zu berichten, lehnt er ab, da er seine Objektivität als Reporter und seine Freundschaft mit Cary wahren möchte. Rossi ist jedoch beunruhigt, als er herausfindet, dass Cary seinen Gegner in der Wahl für das Amt diskreditiert hat, indem er ihn mit einem Kokainkauf in Verbindung brachte. Rossi droht, einen Freund zu verlieren oder zu sehen, wie die ‘‘Tribune‘‘ die Fakten nicht berichtet, also übergibt er die Geschichte einem ‘‘Tribune‘‘-Reporter und sucht sich einen neuen Joggingpartner.

### Folge 99: Jazz (Jazz)
Nach einer Begegnung mit dem Jazzmusiker Sonny Goodman in einem Nachtclub versucht Rossi, Goodmans legendäre Jazzband wieder zusammenzubringen. Trotz ihrer Bedenken und alter Wunden spielen die Musiker schließlich gemeinsam im Club. Unterdessen kämpft der investigative Reporter der ‘‘Tribune‘‘, Jed Crosley, bei seinem Versuch, nach dem Ruhestand seines langjährigen Partners selbstständig zu arbeiten. Schließlich findet er genügend Beweise, um zu belegen, wie ein Beamter Gelder für die Renovierung seines Hauses veruntreut hat.

### Folge 100: Spuk (Ghosts)
Billie berichtet über die Ermittlungen im Fall einer Frau, die in einem Haus, in dem es laut Nachbarn spukt, vom Geländer im zweiten Stock stürzte. Sie erfährt, dass die ersten Berichte über einen Spuk aufkamen, nachdem dort ein zehnjähriges Mädchen ermordet worden war. Der Anwalt, der den Ehemann der Toten in einer Mordanklage verteidigt, erklärt, er werde argumentieren, dass ein Poltergeist dafür verantwortlich sei. Billie nimmt an einer gruseligen Séance im Haus teil, doch sie und Lou bleiben Geistern gegenüber skeptisch. Später erzählt ein junges Mädchen, das sich zum Zeitpunkt des Todes der Frau im Haus aufgehalten hatte, der Polizei, das Paar habe sich wegen der Affäre des Ehemanns mit seiner Schwägerin gestritten. Daraufhin bekennt er sich des Mordes schuldig. Seltsamerweise werden keine übernatürlichen Ereignisse mehr gemeldet, nachdem eine ramponierte Kinderpuppe aus dem Haus geborgen wurde.

### Folge 101: Ein Richter mit Make-up (Cameras)
Zwei bewaffnete Männer nehmen während einer Geburtstagsfeier in einem Restaurant mehrere Kinder als Geiseln. Die Mitarbeiter der ‘‘Tribune‘‘ verfolgen widerwillig die Fernsehberichterstattung, da sie wissen, dass eine Zeitung nicht mit der Direktheit mithalten kann, die die Fernsehnachrichten der Öffentlichkeit bieten. Die Entscheidung eines Richters, während des Prozesses gegen die bewaffneten Männer Kameras im Gerichtssaal zuzulassen, führt unter den Journalisten der ‘‘Tribune‘‘ zu einer Debatte über die Auswirkungen von im Fernsehen übertragenen Gerichtsverfahren. Billie schreibt einen Artikel darüber, ob manche Mütter ihre Kinder, die gekidnappt waren, aus finanziellen Gründen ausbeuten. Als Lou und Art einen Satz in ihrem Artikel ändern, um eine Mutter manipulativer darzustellen, wirft die Frau Billie unfaire Berichterstattung vor. Später gibt sie jedoch zu, dass der Artikel wahrheitsgetreu war. Am Ende kritisiert eine wütende Billie Lou dafür, ihren Artikel auf Kosten der Genauigkeit und ihres Rufs verfälscht zu haben. Obwohl er sich nicht bei ihr entschuldigt, akzeptiert Lou die Kritik.

### Folge 102: Standesehre (Review)
Mit Hilfe von Rossi und einem weiteren Reporter veröffentlicht die ‘‘Tribune‘‘ einen Artikel über die Vorliebe eines Stadtratsmitglieds für rassistische Witze. Dieser beschwert sich beim Western States News Council, einem Gremium aus Journalisten und Gemeindemitgliedern, das sich Beschwerden über die Berichterstattung anhört. Charlie ist Mitglied dieses Gremiums, ebenso wie Meredith Hall-Sutton, die Tochter eines ‘‘Tribune‘‘-Redakteurs, der Jahre zuvor von Mrs. Pynchon entlassen worden war. Hall-Sutton steht dem Artikel der ‘‘Tribune‘‘ äußerst kritisch gegenüber. Unter vier Augen deutet Charlie an, dass sie voreingenommen gegenüber der ‘‘Tribune‘‘ sei und sich bei der Abstimmung darüber, ob die ‘‘Tribune‘‘ den Stadtrat fair behandelt habe, der Stimme enthalten sollte. Obwohl sie nicht abstimmt, stimmt der Rat zu, dass die Beschwerde des Stadtrats berechtigt ist. Die Redakteure der Zeitung stimmen zu, einen Artikel über das Vorgehen des Rates zu veröffentlichen, da sie glauben, die ‘‘Tribune‘‘ könne der Kritik standhalten.

### Folge 103: Schwarze Schafe (Immigrants)
Als vietnamesischer Flüchtling hat Tam mit zahlreichen Anpassungsproblemen in Los Angeles zu kämpfen. Er wird als neuer Fotograf der ‘‘Tribune‘‘ eingestellt und freundet sich mit Bestie, dem Fotografen der Lokalredaktion, an. Trotz seiner hervorragenden Kamerafähigkeiten missachtet er die Regeln der ‘‘Tribune‘‘ und gerät mit den Redakteuren aneinander. Unterdessen wird Tams Familie von Schlägern unter Druck gesetzt, die deren Lebensmittelladen für einen Lebensmittelmarkenbetrug missbrauchen wollen. Sein Nachbar, ein Vietnamveteran, kritisiert Tam dafür, dass er sich überhaupt in den USA aufhält. Nachts explodiert eine Granate vor Tams Haus und zerstört die Veranda. Daraufhin hilft Tam Rossi, indem er Informationen über die Lebensmittelmarkenbetrüger liefert. Nach Erscheinen der Story helfen Freunde und Nachbarn (darunter der Vietnamveteran) Tam, seine Veranda wieder aufzubauen. Später gratuliert Lou Tam zur bestandenen Probezeit. Tam bittet um eine Gehaltserhöhung – und bekommt sie.

### Folge 104: Hunger (Hunger)
Rossi wettet mit Lou, dass er eine gute Story finden kann, indem er mit jedem x-Beliebigen spricht, den Lou ihm auf der Straße zeigt. Louise Frawley, die Frau mittleren Alters, die Lou auswählt, bringt Rossi auf eine ‘‘Tribune‘‘-Geschichte über die Probleme bei der Ernährung Hungernder. Louise, die Nonne ist, betreibt eine Suppenküche, die Mahlzeiten an Bedürftige ausgibt. Dann drängt sie Rossi, das Hungerproblem in Malagua, einem mittelamerikanischen Land, zu untersuchen. Die Komplexität der Geschichte beunruhigt die ‘‘Tribune‘‘-Redakteure bei einer Budgetsitzung, und Lou sagt Rossi später, er solle sie fallen lassen. Doch Schwester Louise überredet Rossi, der Sache nachzugehen, und er tut dies in seiner Freizeit. Als er endlich mit der Geschichte fertig ist, ist Rossi außer sich vor Freude, als sie für die Titelseite vorgesehen ist.

### Folge 105: Ein dunkles Kapitel (Recovery)
Rossi und Billie decken zwei Skandale auf, die durch Sippenhaft Unschuldige zu schädigen drohen. Rossi untersucht, wie Geschäftemacher die im Zweiten Weltkrieg internierten japanischstämmigen Amerikaner ausnutzten. Seine Ermittlungen bringen ans Licht, dass Mrs. Pynchons Ehemann ein Vermögen machte, indem er Land von japanischstämmigen Amerikanern kaufte, die auf dem Weg in die Internierungslager waren. Unterdessen berichtet Billie über einen Medicaid-Skandal, in dessen Folge ein Arzt außer Landes flieht. Seine mutmaßlichen kriminellen Aktivitäten werfen einen Schatten auf seine Frau, die kürzlich in den Polizeiausschuss berufen wurde. Später wird sie jedoch mit Gold im Wert von 350.000 Dollar am Flughafen verhaftet, offenbar mit der Absicht, ihrem Mann nachzufolgen. Charlie befiehlt Rossi, den Pynchon-Aspekt aus seiner Geschichte zu streichen, doch Rossi erzählt der Verlegerin trotzdem von den Aktivitäten ihres Mannes. Schockiert weigert sich Mrs. Pynchon zunächst, die Geschichte zu veröffentlichen, gibt aber später nach. Sie gründet überdies eine Stiftung für japanischstämmige Amerikaner und gibt einer Familie den Ring mit japanischer Inschrift zurück, den ihr Mann ihr während des Krieges geschenkt hatte.

### Folge 106: Schicksal (Obituary)
Eine Auftragsänderung in letzter Minute rettet Billie vor einem verhängnisvollen Kampf um einen Sitzplatz in einem kleinen Charterflugzeug. Das Flugzeug stürzt ab und die drei Journalisten an Bord kommen ums Leben. Lou, Rossi und Billie machen sich daran, Porträts ihrer verstorbenen Kollegen zu schreiben. Schon bald stellen sie fest, dass jeder von ihnen ein komplizierter Mensch war. Einer hatte wenige Freunde. Eine andere ignorierte ihre Familie, um sich auf ihre Arbeit zu konzentrieren. Der dritte war diszipliniert und seiner Arbeit ergeben, aber unglücklich. Während die drei ihre Geschichten schreiben, tut sich Bestie schwer mit dem Auftrag, einen seltenen Nachtfalter zu fotografieren. Sollten seine Bilder im ‘‘Tribune‘‘ erscheinen, würden Insektensammler das Feld finden, auf dem die Motten leben, und die Art weiter gefährden. Er beschließt, dass der Auftrag das Leid, das er den winzigen Tierchen zufügen würde, nicht wert ist.

### Folge 107: Die schwarze Liste (Blacklist)
Als die ‘‘Tribune‘‘ „Dr. Valentine“, eine Sex-Kolumne für Teenager, veröffentlicht, reagieren wütende Leser mit Protesten und Boykottaufrufen. Währenddessen erfährt Rossi, dass der Vater seiner Freundin, der ‘‘Tribune‘‘-Reporterin Abby McCann, in den 1950er Jahren auf der schwarzen Liste stand. McCann erzählt Rossi und seiner Tochter kurz darauf, dass Frank Ober, ein anderer ‘‘Tribune‘‘-Reporter, während der Zeit der schwarzen Liste ein FBI-Informant war. Frank wiederum gesteht Lou später, dass die Zusammenarbeit mit dem FBI ihn vor der schwarzen Liste bewahrt hat, aber ein Fehler war, den er bereut. Trotz scharfer Kritik an der ‘‘Tribune‘‘ und dem Verlust einiger Anzeigenkunden weigern sich die Redakteure und Mrs. Pynchon, die Sex-Kolumne zurückzuziehen.

### Folge 108: Das Recht (Law)
Sowohl die Mitarbeiter der ‘‘Tribune‘‘ als auch die Menschen, über die sie berichten, greifen zunehmend auf Gerichtsverfahren zurück, um ihre Streitigkeiten zu lösen. Lou verklagt währenddessen einen Installateur wegen Pfusch an seinem Haus. Ein Stadtrat, dessen Abberufung gescheitert ist, verklagt einige der Kläger, die ihn absetzen wollten, und bremst damit die Bemühungen einer Bürgerinitiative, sich am politischen Prozess zu beteiligen. Als der Installateur Lou verklagt, zieht dieser seine Klage widerwillig zurück, um höhere Anwaltskosten zu vermeiden. Schlussendlich jedoch protestiert Lou mit einer Mahnwache vor dem Installateurgeschäft, um gegen dessen mangelhafte Arbeit zu protestieren.

### Folge 109: Der Greenwood-Preis (Fireworks)
Billies Story über Lobbyismus und Feuerwerksgesetze führt sie nach Sacramento, wo sie sich mit ihrem Ex-Mann, dem Lobbyisten Greg Serantino, auseinandersetzen muss. Dieser erweist sich jedoch als unkooperativ – insbesondere, als sie herausfindet, dass er der Autor eines Gesetzes zur Lockerung der Feuerwerksbeschränkungen ist. Sie bestreitet seinen Vorwurf, sie verfolge die Story nur deswegen, weil er darin verwickelt sei. Bei der ‘‘Tribune‘‘ ist die Redaktion uneins über eine mögliche Bewerbung der Zeitung um einen Preis der Greenwood Foundation. Die Stiftung wurde von einem Unternehmen mit einer schlechten Umweltbilanz gegründet, das in der Vergangenheit Produkte ins Ausland verkauft hat, die in den USA verboten sind. Charlie argumentiert, der Preis würde den guten Ruf der ‘‘Tribune‘‘ steigern. Die Entscheidung wird der Redaktion überlassen, welche sich jedoch gegen die Bewerbung um die Auszeichnung entscheidet. Billie kehrt mit ihrer Story in die Redaktion zurück, trotz der Versuche ihres Ex-Mannes, dies zu vereiteln.

### Folge 110: Das Undenkbare (Unthinkable)
Eine Reihe von Ereignissen im Nahen Osten führt in den USA zu einer Ölkrise. Während sich US-Streitkräfte mit der (fiktiven) Nation Kulari einen Schlagabtausch liefern, wächst die Sorge, dass die USA einen Atomkrieg führen könnten, um ihren Zugang zu den Ölfeldern zu sichern. Während Lou, Rossi und andere Journalisten über die Vorbereitungen für einen möglichen Atomschlag berichten, schreibt Billie über ein junges Mädchen, das nach einem Schulbusunfall Verbrennungen erlitten hat und ums Überleben kämpft. Berichte über eine Machtübernahme von Linken in Kulari nach einer Explosion und der Zerstörung eines US-Öltankers verstärken die Besorgnis der Menschen. Im Krankenhaus geht es dem Mädchen etwas besser. Ihr Arzt sagt, die Prognose für ihre Genesung sei vorsichtig, aber optimistisch.

### Folge 111: Der Unfall (Suspect)
Der neue Reporter der ‘‘Tribune‘‘, Lance Reineckee, möchte unbedingt über den Tod eines Umweltaktivisten berichten, welcher von einem Auto angefahren wurde, dessen Fahrer Fahrerflucht beging. Lance bezweifelt, dass es sich um einen Unfall handelte, da das sicherheitsbewusste Opfer keinen Helm trug und eine Computerdiskette im Haus des Mannes zeigt, dass er sich mit Prostituierten angefreundet hatte. Lou, gereizt wegen Problemen mit seiner Freundin, befiehlt Lance, seine Informationen der Polizei zu übergeben. Bald darauf kommt der junge Reporter zu dem Schluss, dass die Polizei nicht schnell genug arbeitet. Er spürt eine Prostituierte auf, wird jedoch bedroht, als ihr Zuhälter sie erwischt. Die Polizei greift gerade noch rechtzeitig ein. Wenig später erfährt Lance, dass seine Mordtheorie falsch ist und der Tod tatsächlich ein Unfall war. Er ist entmutigt, bis Lou ihm versichert, dass es sich gelohnt hat, herauszufinden, was tatsächlich passiert ist – selbst wenn er am Ende Unrecht hatte.

### Folge 112: Die Surfer (Beachhead)
Nachdem Lou Zeuge wird, wie Surfer am Strand andere Leute rücksichtslos überrennen, schreibt Rossi eine Story über Surfer-Gangs. Als es zu einer Schlägerei zwischen rivalisierenden Gangs kommt, wird die ‘‘Tribune‘‘ vom Stadtrat dafür kritisiert, mit der Story erst recht Unruhe zu stiften. Billie bekommt zu Hause Probleme, als sie und ihr Mann Ted sich nicht einig sind, ob ein Übergangswohnheim für psychisch Kranke in ihrer Nachbarschaft bleiben soll. Obwohl Billie sich zunächst unwohl damit fühlt, meint sie letztlich, dass das Wohnheim notwendig ist, um den Menschen zu helfen. Ein Besuch des Hauses beruhigt schließlich auch Ted. Lou, der sich dagegen ausgesprochen hatte, die Surfer-Story auf die Titelseite zu bringen, zieht sich den Zorn des Stadtrats zu, als dieser einen Vertreter der ‘‘Tribune‘‘ bei einer Sitzung über das Surfer-Problem dabei haben will. Später gesteht er Charlie, dass es ein Fehler von ihm war, die Story hochzuspielen. Charlie meint, Lou hätte sich vor Erscheinen der Reportage zu Wort melden sollen.

### Folge 113: Opfer (Victims)
Zwei Gewalttaten erregen die Aufmerksamkeit der ‘‘Tribune‘‘-Mitarbeiter. Lou wird nach Feierabend auf dem Parkplatz ausgeraubt und angeschossen. Bei einem Überfall auf einen Spirituosenladen erschießt der Polizist Vince DeMayo einen der Räuber. Obwohl er die Schießerei als gerechtfertigt beurteilt, wird er reizbar, depressiv und beschimpft seine Familie. Schließlich sucht DeMayo eine Therapie und schließt sich einer Gruppe von Polizisten an, die im Dienst getötet haben. Lous Genesung von seinen Verletzungen dauert Wochen im Krankenhaus und noch länger zu Hause. Als er für einen kurzen Besuch in die Redaktion zurückkehrt, wirkt er erfreut über die Aussicht auf die Rückkehr ins Berufsleben.

### Folge 114: Charlie unter Druck (Charlie)
Ein Tag im Leben von Chefredakteur Charlie Hume ist voller Probleme – beruflich und privat. Er gerät mit Mrs. Pynchon aneinander, als sie seine Entscheidung, einen Mitarbeiter mit Alkoholproblem in den Ruhestand zu schicken und einen anderen wegen eines Interessenkonflikts zu entlassen, überstimmt. Er berät Art Donovan, als der stellvertretende Lokalredakteur befürchtet, seine Freundin könnte schwanger sein. Er muss mit der Aussicht rechnen, Billie zu verlieren, die erwägt, nach Sacramento zu ziehen, um mehr Zeit mit ihrem Mann verbringen zu können. Mit stiller Stärke und Weisheit meistert Charlie alles.